# Villach

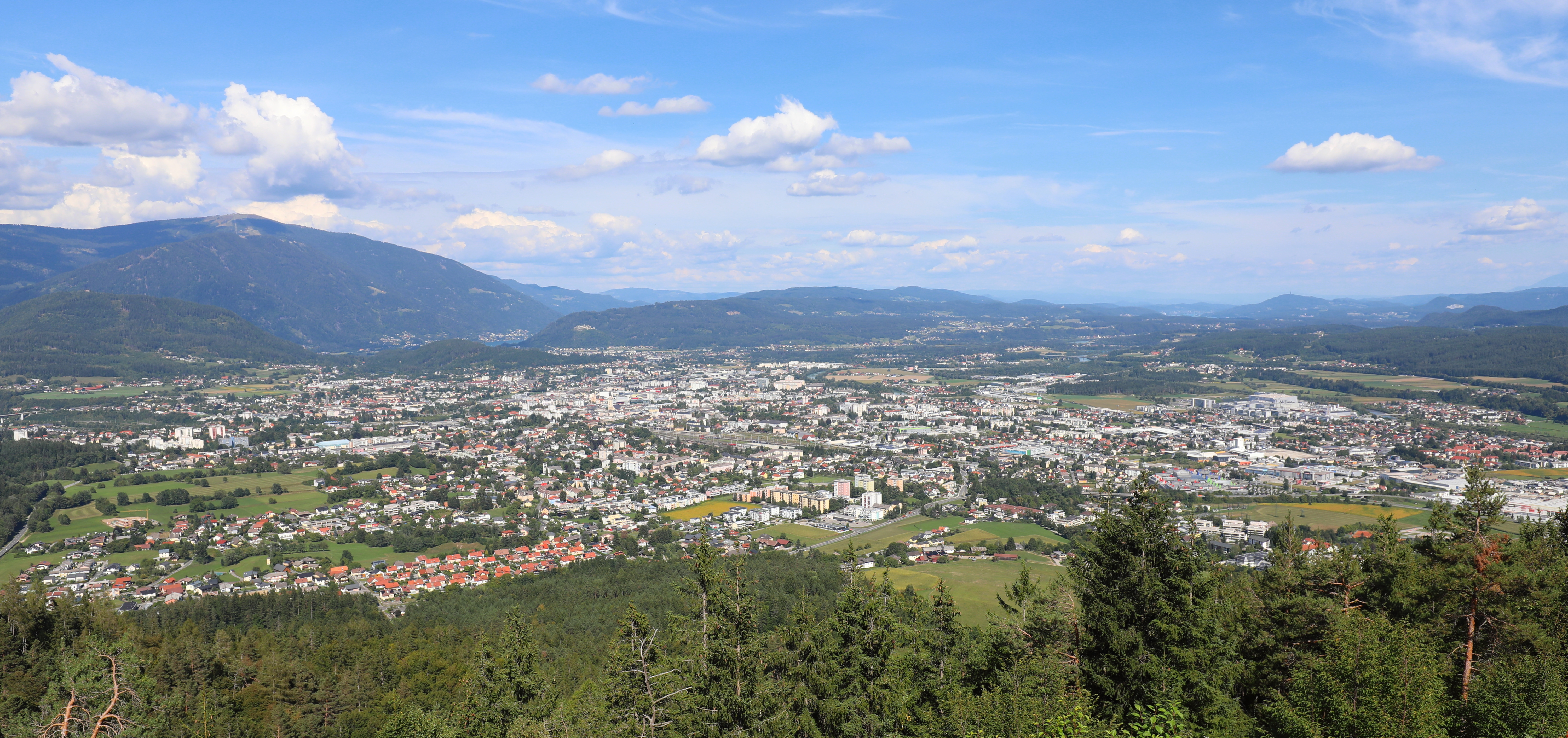
Blick von der Villacher Alpenstraße auf Villach bzw. Südwestansicht von Villach

Villach [ˈfɪlax] (slowenisch Beljak, italienisch Villaco, furlanisch Vilac) ist die siebentgrößte Stadt Österreichs und nach Klagenfurt am Wörthersee die zweitgrößte des Bundeslandes Kärnten. Außerdem stellt sie für den Süden Österreichs sowie den Alpen-Adria-Raum einen wichtigen Verkehrsknotenpunkt dar. Die Statutarstadt ist mit ihren 65.749 Einwohnern (Stand 1. Jänner 2025) die größte Stadt Österreichs, die nicht gleichzeitig Hauptstadt eines Bundeslandes ist.

## Geographie und Klima

### Geographische Lage
Das Stadtgebiet liegt am westlichen Rand des Klagenfurter Beckens am Zusammenfluss der Drau mit der Gail. Das Gemeindegebiet von Villach grenzt an bzw. umschließt mehrere Seen, darunter den Ossiacher See, Faaker See, Silbersee, Vassacher See, Grünsee, Magdalensee und Leonharder See.

### Gliederung
Der politische Bezirk Villach (Stadt) ist das Verwaltungsgebiet der Statutarstadt auf Bezirksebene.
Die Katastralgemeinden sind (mit Kennzahl):
| Code  | Katastralgemeinde | Link  |
| ----- | ----------------- | ----- |
| 75406 | Bogenfeld         | Karte |
| 75409 | Drobollach        | Karte |
| 75411 | Federaun          | Karte |
| 75415 | Gratschach        | Karte |
| 75418 | Heiligengeist     | Karte |
| 75421 | Judendorf         | Karte |
| 75429 | Maria Gail        | Karte |
| 75432 | Perau             | Karte |
| 75434 | Pogöriach         | Karte |
| 75446 | Seebach           | Karte |
| 75441 | St. Martin        | Karte |
| 75442 | St. Ruprecht      | Karte |
| 75452 | Vassach           | Karte |
| 75454 | Villach           | Karte |
| 75455 | Völkendorf        | Karte |
| 75457 | Wernberg II       | Karte |
| 75459 | Wollanig          | Karte |

Villach umfasst zahlreiche Orte im Umland, von denen nur einige eigentliche Stadtteile bilden (in Klammern die slowenischen Namen):
- Auen (Log pri Beljaku)
- Bogenfeld (Villach) (Vognje Polje)
- Dobrova (Dobrova pri Beljaku)
- Drautschen (Dravče)
- Drobollach am Faaker See (Drobolje ob Baškem jezeru)
- Duel (Dole pri Beljaku)
- Egg am See (Brdo ob Baškem jezeru)
- Federaun (Vetrov)
- Goritschach (Goriče pri Beljaku)
- Graschitz (Krošče)
- Gratschach (Grače pri Šentrupertu)
- Greuth (Rute pri Beljaku)
- Gritschach (Griče)
- Großsattel (Sedlo)
- Großvassach (Laze pri Beljaku)
- Heiligen Gestade (Sveto Mesto)
- Heiligengeist (Sveti Duh)
- Judendorf
- Kleinsattel (Malo Sedlo)
- Kleinvassach (Male Laze pri Beljaku)
- Kratschach (Hrašče)
- Kumitz
- Landskron (Vajškra)
- Lind (Lipa pri Beljaku)
- Maria Gail (Marija na Zilji)
- Mittewald ober dem Faaker See (Na Dobrovi)
- Mittewald ob Villach
- Möltschach
- Neufellach (Bela pri Beljaku)
- Neulandskron (Nova Vajškra)
- Obere Fellach (Zgornja Bela)
- Oberfederaun (Gornji Vetrov)
- Oberschütt (Rogaje pod Dobračem)
- Oberwollanig
- Perau (Perova)
- Pogöriach (Pogorje)
- Prossowitsch (Prosoviče)
- Rennstein
- Seebach-Wasenboden
- Serai (Seraje)
- St. Agathen
- St. Andrä
- St. Georgen (Šentjur pri Beljaku)
- St. Leonhard
- St. Martin (Šmartno pri Beljaku)
- St. Magdalen
- St. Michael
- St. Niklas an der Drau (Na Dravi)
- St. Ruprecht
- St. Ulrich
- Tschinowitsch (Činoviče)
- Turdanitsch (Trdaniče)
- Untere Fellach (Spodnja Bela)
- Unterfederaun (Pod Vetrovom)
- Unterschütt (Zabuče pri Brnci)
- Unterwollanig
- Urlaken
- Villach-Innenstadt
- Völkendorf
- Warmbad (Toplice pri Beljaku)
- Zauchen (Suha pri Vernberku)

Das Gemeindegebiet umfasst folgende 58 Ortschaften (Einwohner Stand 1. Jänner 2025):
- Bogenfeld (182)
- Dobrova (77)
- Drautschen (358)
- Drobollach am Faaker See (509)
- Duel (26)
- Egg am Faaker See (331)
- Goritschach (585)
- Graschitz (64)
- Gratschach (211)
- Greuth (192)
- Gritschach (416)
- Großsattel (131)
- Großvassach (1359)
- Heiligengeist (284)
- Heiligen Gestade (97)
- Kleinsattel (127)
- Kleinvassach (659)
- Kratschach (128)
- Kumitz (240)
- Landskron (5197)
- Maria Gail (573)
- Mittewald (190)
- Mittewald ob Villach (44)
- Neufellach (737)
- Neulandskron (503)
- Obere Fellach (913)
- Oberfederaun (28)
- Oberschütt (154)
- Oberwollanig (260)
- Pogöriach (118)
- Prossowitsch (156)
- Rennstein (145)
- St. Andrä (775)
- St. Georgen (966)
- St. Leonhard (2012)
- St. Magdalen (1397)
- St. Michael (262)
- St. Niklas an der Drau (270)
- St. Ruprecht (499)
- St. Ulrich (690)
- Serai (142)
- Tschinowitsch (384)
- Turdanitsch (223)
- Untere Fellach (3457)
- Unterfederaun (24)
- Unterschütt (215)
- Unterwollanig (162)
- Urlaken (125)
- Villach-Auen (6972)
- Villach-Innere Stadt (8500)
- Villach-Lind (5080)
- Villach-St. Agathen und Perau (3521)
- Villach-St. Martin (2505)
- Villach-Seebach-Wasenboden (4157)
- Villach-Völkendorf (5643)
- Villach-Warmbad-Judendorf (2446)

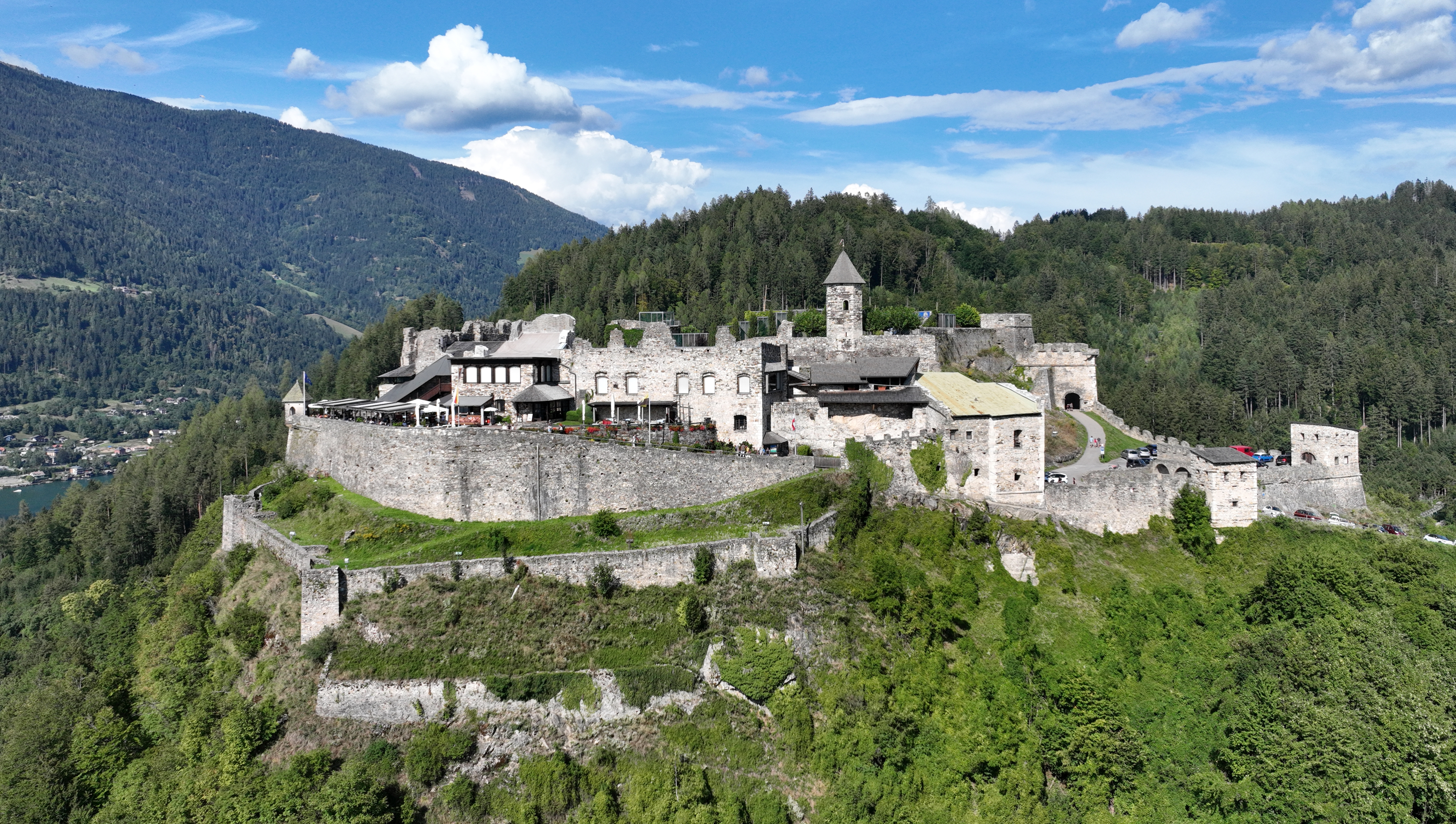
Burgruine Landskron

- Weißenbach (4)
- Zauchen (324)

### Berge und Höhenzüge
Dobratsch (2166 m ü. A.), Mittagskogel (2145 m ü. A.), Dobrova (612 m ü. A.), Genottehöhe (567 m ü. A.), Gerlitzen (1909 m ü. A.), Graschelitzen (728 m ü. A.), Kumberg (774 m ü. A.), Kumitzberg (658 m ü. A.), Landskron (676 m ü. A.), Nieschach (733 m ü. A.), Oswaldiberg (963 m ü. A.), Polana (660 m ü. A.), Tscheltschnigkogel (696 m ü. A.), Wollanigberg (1174 m ü. A.), Buchberg (779 m ü. A.).

### Klima
|                        | Jan  | Feb  | Mär  | Apr  | Mai  | Jun   | Jul   | Aug   | Sep   | Okt   | Nov   | Dez  |   |         |
| Mittl. Temperatur (°C) | −3,2 | −0,6 | 4,0  | 8,3  | 13,5 | 16,7  | 18,7  | 18,3  | 14,1  | 8,5   | 2,2   | −2,1 | ⌀ | 8,2     |
| Mittl. Tagesmax. (°C)  | 1,4  | 5,2  | 10,6 | 14,9 | 20,2 | 23,4  | 25,6  | 25,2  | 20,8  | 14,5  | 6,6   | 1,8  | ⌀ | 14,2    |
| Mittl. Tagesmin. (°C)  | −6,4 | −4,6 | −0,8 | 3,1  | 7,9  | 11,1  | 12,9  | 12,8  | 9,2   | 4,6   | −0,7  | −4,8 | ⌀ | 3,7     |
|                        |      |      |      |      |      |       |       |       |       |       |       |      |   |         |
| Niederschlag (mm)      | 46,8 | 47,1 | 65,5 | 83,2 | 96,1 | 120,5 | 133,7 | 111,3 | 102,3 | 105,5 | 102,2 | 61,2 | Σ | 1.075,4 |
|                        |      |      |      |      |      |       |       |       |       |       |       |      |   |         |
| Sonnenstunden (h/d)    | 2,7  | 4,3  | 5,2  | 5,6  | 6,7  | 7,1   | 7,9   | 7,3   | 6,3   | 4,7   | 2,9   | 2,4  | ⌀ | 5,3     |
|                        |      |      |      |      |      |       |       |       |       |       |       |      |   |         |
| Regentage (d)          | 5,9  | 5,3  | 7,1  | 9,0  | 10,4 | 12,0  | 11,9  | 10,1  | 8,2   | 8,3   | 7,7   | 6,3  | Σ | 102,2   |
|                        |      |      |      |      |      |       |       |       |       |       |       |      |   |         |
| Wassertemperatur (°C)  | 5    | 7    | 12   | 18   | 24   | 26    | 28    | 28    | 24    | 20    | 12    | 7    | ⌀ | 17,6    |

| −6,4 |

| −4,6 |

| −0,8 |

| 3,1 |

| 7,9 |

| 11,1 |

| 12,9 |

| 12,8 |

| 9,2 |

| 4,6 |

| −0,7 |

| −4,8 |

| −6,4 |

| −4,6 |

| −0,8 |

| 3,1 |

| 7,9 |

| 11,1 |

| 12,9 |

| 12,8 |

| 9,2 |

| 4,6 |

| −0,7 |

| −4,8 |

| N i e d e r s c h l a g | 46,8 | 47,1 | 65,5 | 83,2 | 96,1 | 120,5 | 133,7 | 111,3 | 102,3 | 105,5 | 102,2 | 61,2 |
|                         | Jan  | Feb  | Mär  | Apr  | Mai  | Jun   | Jul   | Aug   | Sep   | Okt   | Nov   | Dez  |

## Geschichte

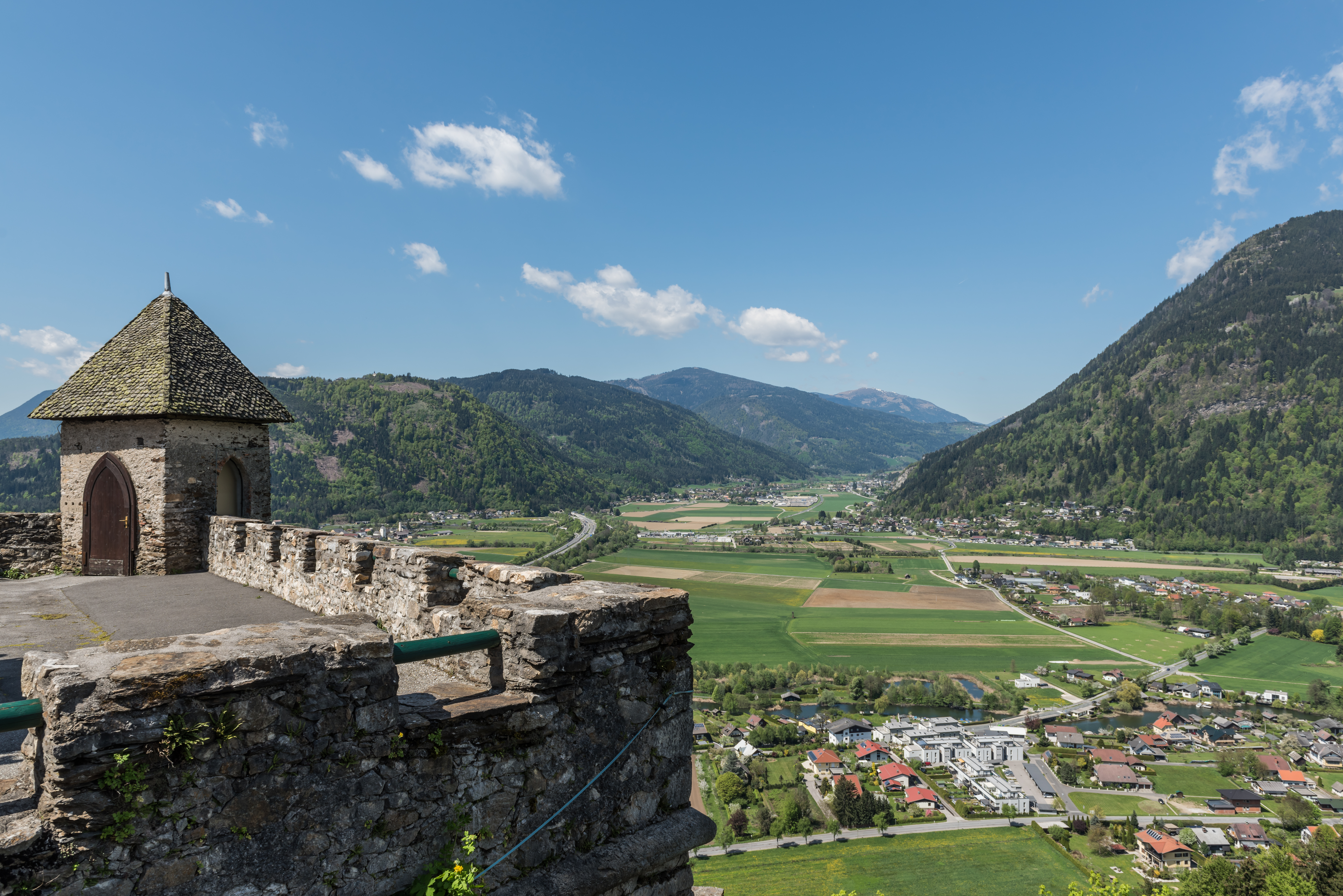
Blick von der Burgruine Landskron ins Gegendtal

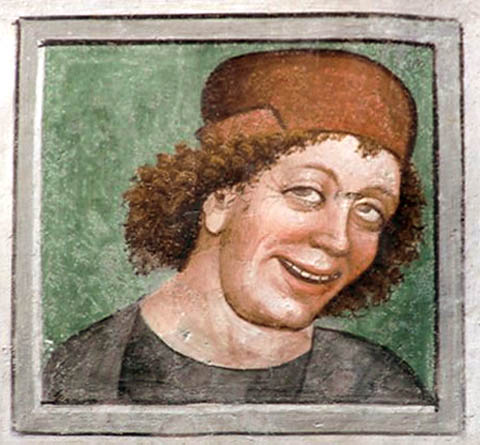
Thomas von Villach

### Frühe Geschichte
Die ältesten Funde von menschlichen Spuren im Raum Villach stammen aus der späten Jungsteinzeit. Vielfältige Funde stammen aus der Römerzeit (ab 15 v. Chr.), in der in der Nähe des heutigen Villach ein Ort namens Santicum bestand. Er wird nahe den Thermalquellen von Warmbad im Süden vermutet. Eine zeitweilig ebenfalls bei Villach vermutete römische Zollstation Bilachinium lag dagegen tatsächlich im Kanaltal/Val Canale bei Camporosso/Saifnitz. Um das Jahr 600 wanderten slawische Stämme ein und gründeten das slawische Fürstentum Karantanien.
Um das Jahr 740 wandte sich Borouth, Herzog von Karantanien, an Herzog Odilo von Bayern um Hilfe gegen die Awaren. Diese wurde ihm auch gewährt, allerdings nur gegen die Anerkennung der bayerischen bzw. fränkischen Oberhoheit in Karantanien. Der Karolinger König Karlmann schenkte im Jahr 878 dem bayerischen Kloster Öttingen den Königshof Treffen. Dabei wurden die Villacher Brücke und der gleichfalls aus vorrömischer Zeit stammende Name Villach erstmals als ad pontem Uillach urkundlich erwähnt.
Im Jahr 979 wurde der Königshof Villach von Kaiser Otto II. an Bischof Albuin von Säben/Brixen als Lehen vergeben. Von 1007 bis 1759 war Villach im Besitz des Hochstifts Bamberg.

### Hochmittelalter und Frühere Neuzeit
Im Jahr 1060 erhielt Villach das Marktrecht, in der folgenden Zeit wuchs die Marktsiedlung zur voll entwickelten Stadt heran; als solche ist Villach spätestens seit 1240 urkundlich nachgewiesen. Bei Erdbeben am 25. Jänner 1348 und am 4. Dezember 1690 erlitt die Stadt schwere Schäden. Gegen die einfallenden Türken soll 1492 eine Schlacht bei Villach geschlagen worden sein, die historisch nicht belegt ist. Nachdem um das Jahr 1526 die Reformation Einzug in Kärnten gehalten hatte, wurde Villach zum Kärntner Zentrum des Protestantismus. Während der Gegenreformation um das Jahr 1600 sind viele evangelische Villacher ausgewandert. Dies führte zu einem zeitweiligen wirtschaftlichen Niedergang der Stadt.
Im Jahr 1759 wurde Villach von Kaiserin Maria Theresia von Österreich zusammen mit allen anderen bambergischen Besitzungen in Kärnten gekauft. Die mit dem Hochstift Bamberg vereinbarte Kaufsumme betrug 1 Million Gulden. Entgegen einer verbreiteten Irrmeinung ist die Veranlagung und Zahlung des Kaufpreises genau erfolgt. Im Zuge der Theresianischen Reformen wurde Villach neben Klagenfurt und Völkermarkt zum Sitz einer Kreishauptmannschaft.
Während der napoleonischen Zeit (1809 bis 1813) war Villach Kreisstadt innerhalb der französischen Illyrischen Provinzen. Während dieser Zeit wurde die mittelalterliche Stadtbefestigung abgerissen. Die Stadt wurde im Sommer 1813 von Österreich zurückerobert, wobei es zu schweren Beschädigungen an Bauwerken der Stadt kam. Mit der Bürgergarde wurde im Jahr 1852 der Rest der ehemaligen städtischen Wehrorganisation aufgelöst.

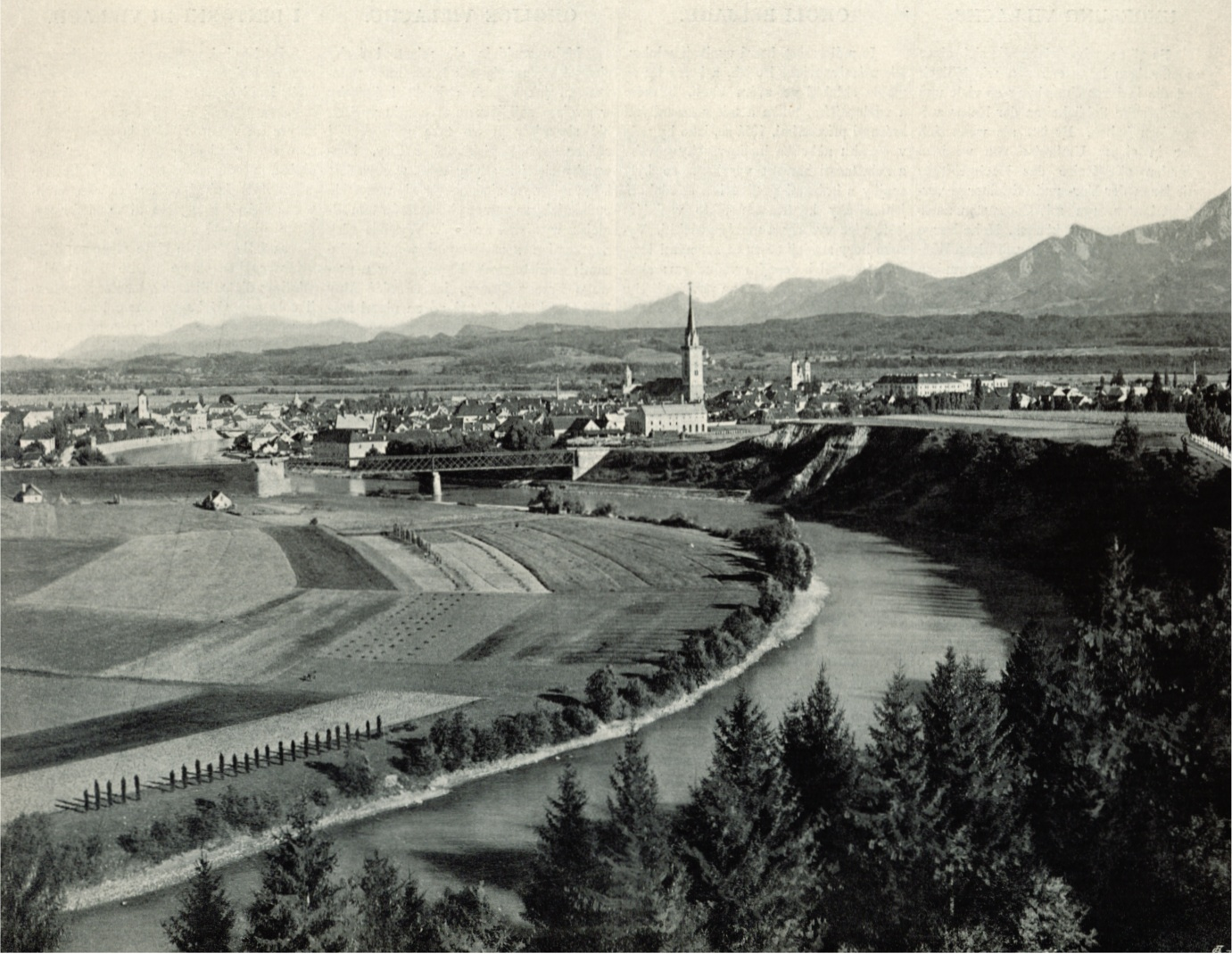
Blick über Villach in östliche Richtung (um 1898)

Im Jahr 1880 hatte die Stadtgemeinde Villach 6104 Einwohner. Davon waren 5475 deutsch- (90 %) und 30 slowenischsprachig (0,5 %).

### Seit dem 20. Jahrhundert

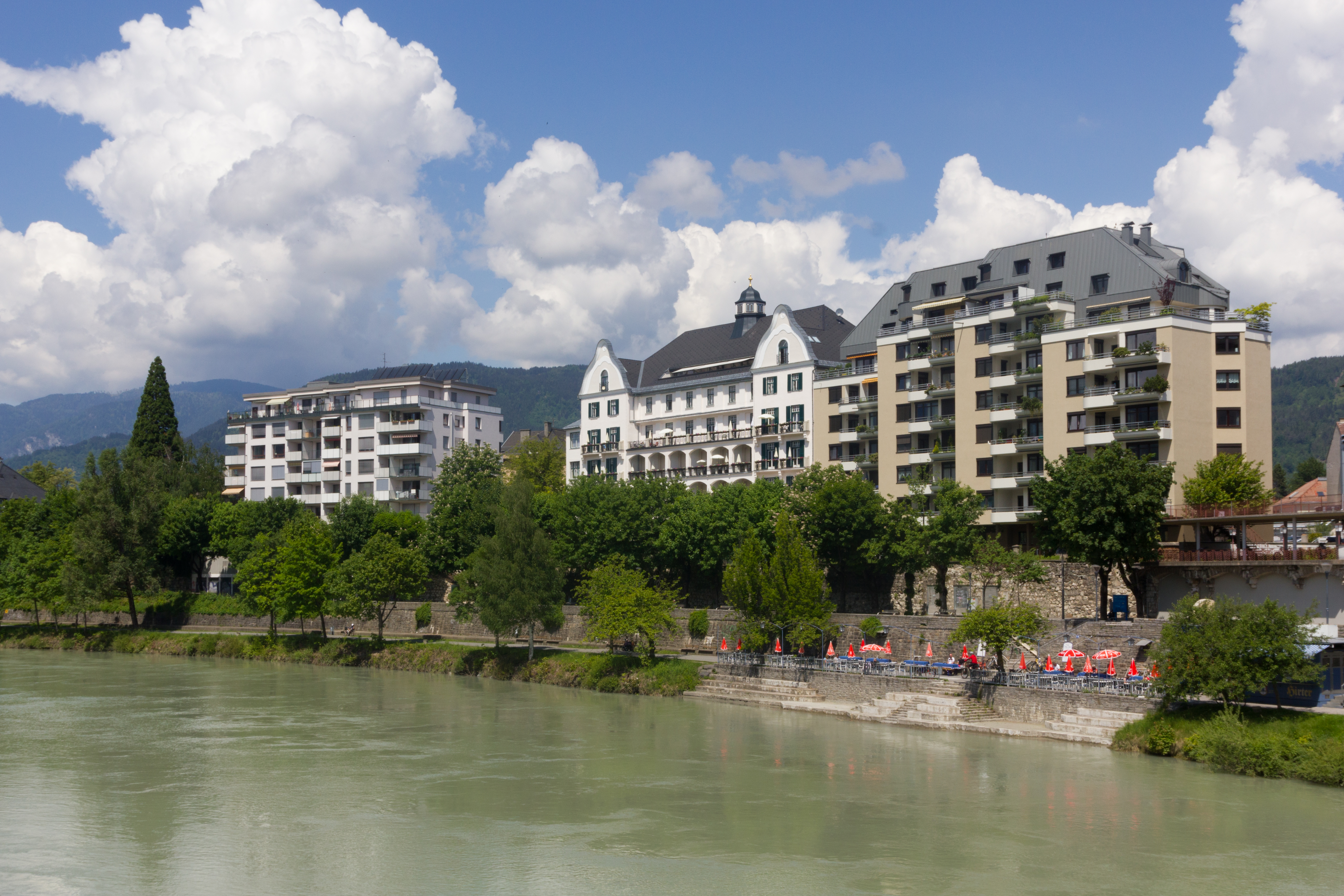
Blick auf die Draupromenade von der Bahnhofstraßenbrücke

Während des Ersten Weltkriegs hatte Villach auf Grund seiner Nähe zum feindlichen Italien den Charakter einer Frontstadt; hier befand sich von 1915 bis 1917 der Sitz des Kommandos der 10. k.u.k. Armee.
Am 1. Jänner 1932 wurde Villach zur autonomen Stadt mit eigenem Statut. Gleichzeitig übernahm Villach die Aufgaben der Bezirksverwaltung.
Nach dem Anschluss Österreichs kam es in der Reichspogromnacht auch in Villach zu Zerstörungen jüdischen Eigentums, Enteignungen, Vertreibungen und tätlichen Angriffen gegen Juden. Die Villacher Widerstandskämpfer gegen das NS-Regime Heinrich Brunner, Valentin Clementin, Rosa Eberhard, Milan Jelic, Margarete Jessernigg, Maria Peskoller, Erich Ranacher und Josef Ribitsch wurden am 18. Dezember 1944 von Roland Freisler, dem Präsidenten des Volksgerichtshofes, zum Tode verurteilt und am 23. Dezember 1944 in Graz mit dem Fallbeil hingerichtet.
Im Zweiten Weltkrieg flogen die Alliierten 37 Luftangriffe gegen Villach. Durch den Abwurf von ca. 42.500 Bomben wurden 85 % der Gebäude der Stadt beschädigt. Villach zählte nach Wiener Neustadt zu den meistbeschädigten Städten Österreichs.
Im Rahmen der Alpenkonvention wurde Villach 1997 zur ersten Alpenstadt des Jahres gekürt und erhielt 2014 eine europaweite Auszeichnung für das Engagement in den Bereichen Umweltschutz und erneuerbare Energien.
Im Jahr 2014 wurde Villach der Ehrentitel Reformationsstadt Europas von der Gemeinschaft Evangelischer Kirchen in Europa verliehen.
Beim Messerangriff in Villach am 15. Februar 2025 wurde ein Mensch getötet und fünf verletzt.

### Eingemeindungen
Im Jahr 1905 wurde ein Teil des Gemeindegebiets von St. Martin eingemeindet. Im Jahr 1973 vergrößerte sich das Stadtgebiet durch die Eingemeindung der Ortschaften Landskron, Maria Gail und Fellach aufs Neue und hat damit die derzeitige Größe erreicht.

## Bevölkerung

### Bevölkerungszusammensetzung
Am 1. Jänner 2009 lebten in Villach 58.949 Personen, davon 6961 oder 11,8 % Ausländer. Insgesamt 8898 Personen oder 15,1 % waren im Ausland geboren. Der Großteil der im Ausland geborenen Personen stammte aus den Ländern des ehemaligen Jugoslawien (3940 Personen oder 6,7 % der Gesamtbevölkerung), die nächstgrößte Gruppe waren Deutsche (1642 Personen oder 2,8 % der Gesamtbevölkerung).
Die Einwohnerzahl der Stadt Villach wächst und erreichte am 1. Jänner 2014 eine Bevölkerungszahl von 60.004 Einwohnern. Rund 10.000 Personen oder rund 17 % der Villacher Bevölkerung verfügen per Stichtag 1. Jänner 2018 über keine österreichische Staatsbürgerschaft. Insgesamt wurden 12.648 Personen (das sind 20,4 % der Villacher Bevölkerung) nicht in Österreich geboren (Anmerkung: „Bevölkerung mit Migrationshintergrund“ ohne in Österreich geborene Kinder).
Mit Stichtag 1. Jänner 2019 lebten 62.243 Personen in Villach, davon hatten 11.942 Bewohner keine österreichische Staatsbürgerschaft (das entspricht 19,2 %) und 13.050 Villacher wurden im Ausland geboren (das sind 21 % der Villacher Bevölkerung).

### Religionen
Laut Daten des Villacher Meldeamtes, ergaben sich per Stichtag 31. Dezember 2016 aufgrund freiwilliger Angaben durch 55.591 Einwohner und Einwohnerinnen (Bevölkerungsstand laut ZMR vom 31. Oktober 2016: 61.833) der Stadt folgende Zahlen zur Religionszugehörigkeit:
- Römisch-Katholisch: 28.877 (51,9 % der Auskunftswilligen)
- Evangelische Kirche A. u. H. B.: 6.681 (12,0 % d. A.)
- Islam: 4.656 (8,4 % d. A.)
- Ohne Bekenntnis: 15.377 (27,7 % d. A.)

Im Jänner 2017 waren, laut Kärntner Landesschulrat, 49 % der Pflichtschüler in Villach römisch-katholisch, 20 % muslimisch und 15,1 % evangelisch.

## Kultur und Sehenswürdigkeiten

### Hauptplatz

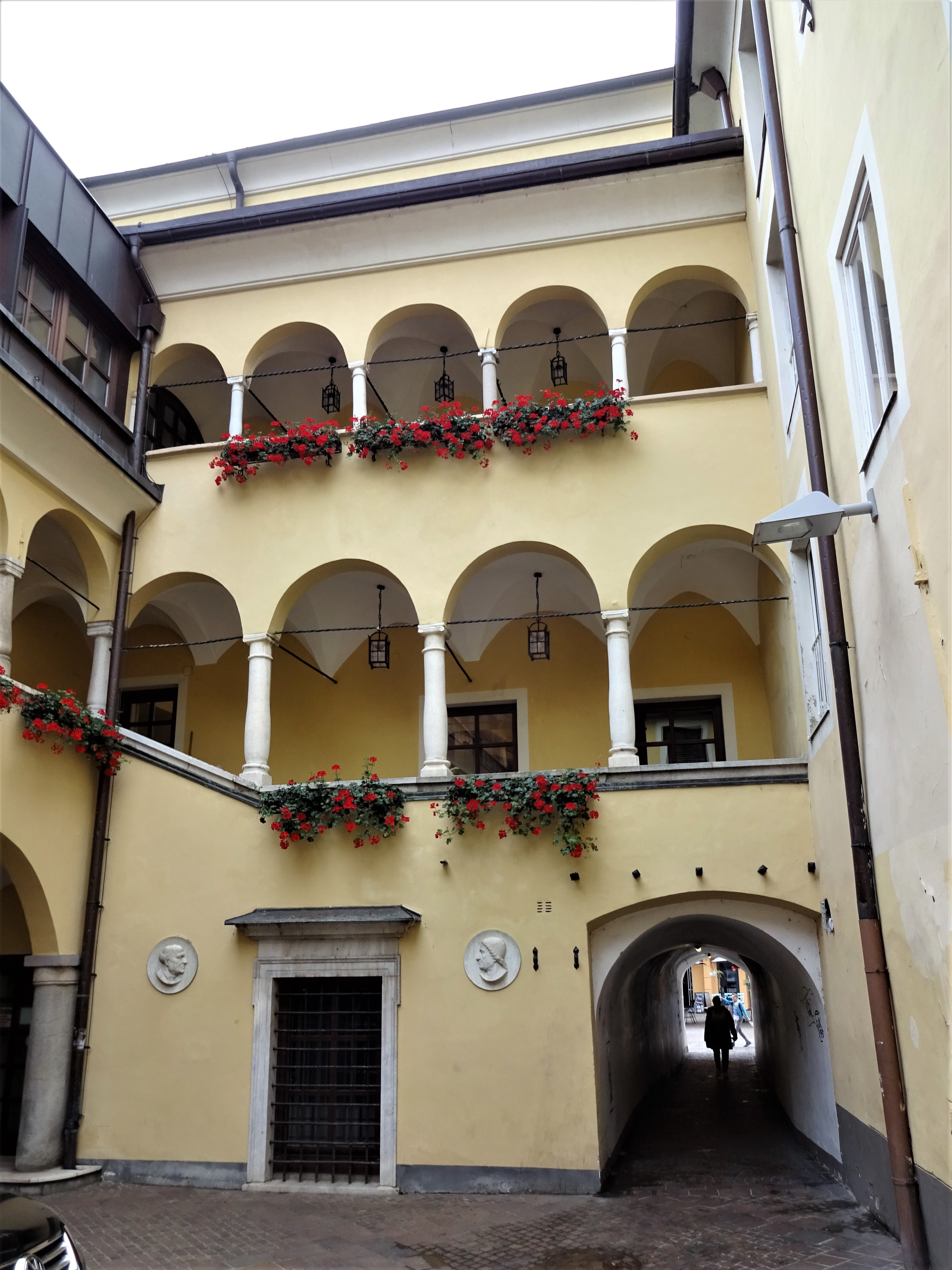
Innenhof des Paracelsushauses, Hauptplatz

Er ist ein großzügig angelegter Straßenplatz im Flächenverhältnis Eins zu Acht. Die Anlage datiert aus dem 12. Jahrhundert, mit leicht geschwungenen Baulinien und geschlossen wirkender Platzwand, unterbrochen durch schmale Gassen, letztere zum Teil mit Schwibbögen (Ankershofen- und Karlgasse). Zudem stehen zwei historisch bedeutende Gebäude am Hauptplatz, einerseits das Haus, in dem der Arzt und Philosoph Paracelsus eine Zeit lang gewohnt hat, andererseits das Geburtshaus von Anton Ghon. Beide Gebäude befinden sich auf der Westseite des Platzes.
Der Hauptplatz in Villach war auch Schauplatz eines Messerattentates, das weltweit für Aufsehen sorgte. Am 15. Februar 2025 stach ein 23 Jahre alter Mann aus Syrien kurz vor 16 Uhr am Hauptplatz nahe der Draubrücke wahllos mit einem Klappmesser auf mehrere Passanten ein. Dabei wurde ein 14-jähriger Schüler getötet und fünf weitere Personen erlitten teils schwere Verletzungen.

### Pranger

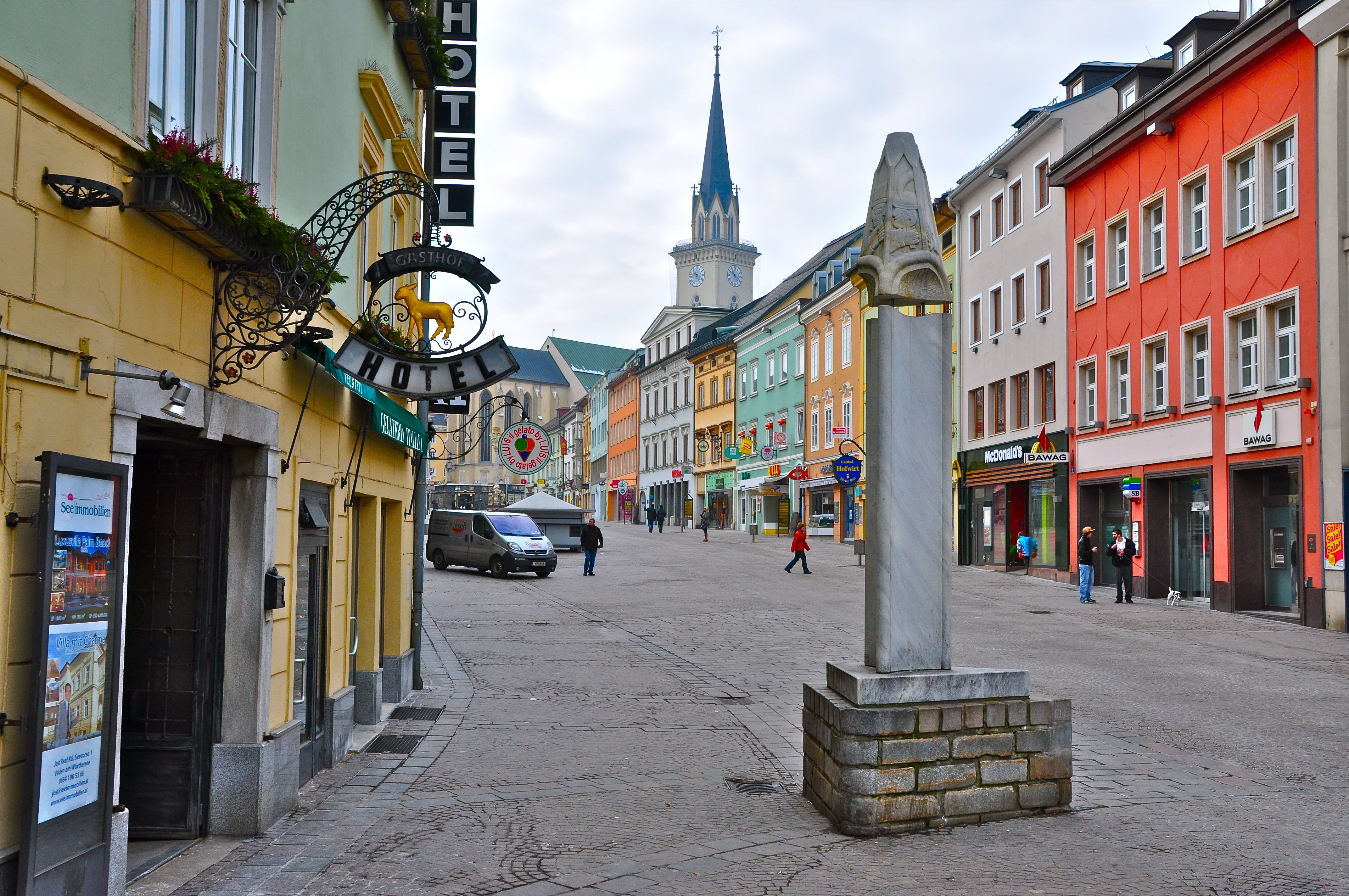
Hauptplatz mit Pranger im Vordergrund

Am unteren Hauptplatz ist vor dem damaligen Rathaus ein Steinpfahl aufgestellt. Bereits im 15. Jahrhundert stand der Pranger ungefähr an dieser Stelle, die so zentral gewählt wurde, dass beinahe jedermann daran vorbeigehen musste. Um das Jahr 1800 wurde er entfernt, in der Uferschutzmauer der Draulände eingemauert und galt rund 150 Jahre als verschollen. Erst beim Abbruch dieser Mauer am 12. Oktober 1959 gelangte die sechsseitige Bekrönung des ehemaligen Prangers wieder ans Tageslicht, er erhielt einen Platz im Hof des Museums in der Widmanngasse. Der auf dem Hauptplatz zu sehende Pranger stellt eine Kopie dar.
Einzigartig unter den vielen erhalten gebliebenen österreichischen Prangern ist die bildhafte Darstellung der möglichen Strafen bei bestimmten Vergehen. Am pyramidenförmigen Aufsatz sind vier drakonische Strafen als drastische Abschreckung in Stein gemeißelt: Stäupen (Auspeitschen), Hand abhacken, Augen ausstechen und das Abschneiden eines Ohres. Neben den vier Darstellungen der Körperstrafen zeigen zwei weitere Felder Rechtssymbole: die Waage als Sinnbild der Gerechtigkeit und der Schwertarm als Ausdruck der Marktgerechtigkeit und des Friedegebots.
Die mittelalterliche Bestrafung eines Delinquenten sollte seine Wirkung nicht verfehlen, stellte doch das Prangerstehen eine schlimme Strafe dar. Der an diesen Pfahl gebundene Täter sollte eine Tafel umgehängt bekommen, auf der sein Vergehen geschrieben stand, und wurde somit den Beschimpfungen und dem Spott der Vorbeigehenden schutzlos ausgesetzt. Besonders häufig mussten Ehebrecher und Diebe das Prangerstehen über sich ergehen lassen. Die Androhung der Strafen dürfte in Villach ihre abschreckende Wirkung nicht verfehlt haben, denn es gibt keine Aufzeichnungen oder Meldungen über den Vollzug einer solchen.

### Lederergasse

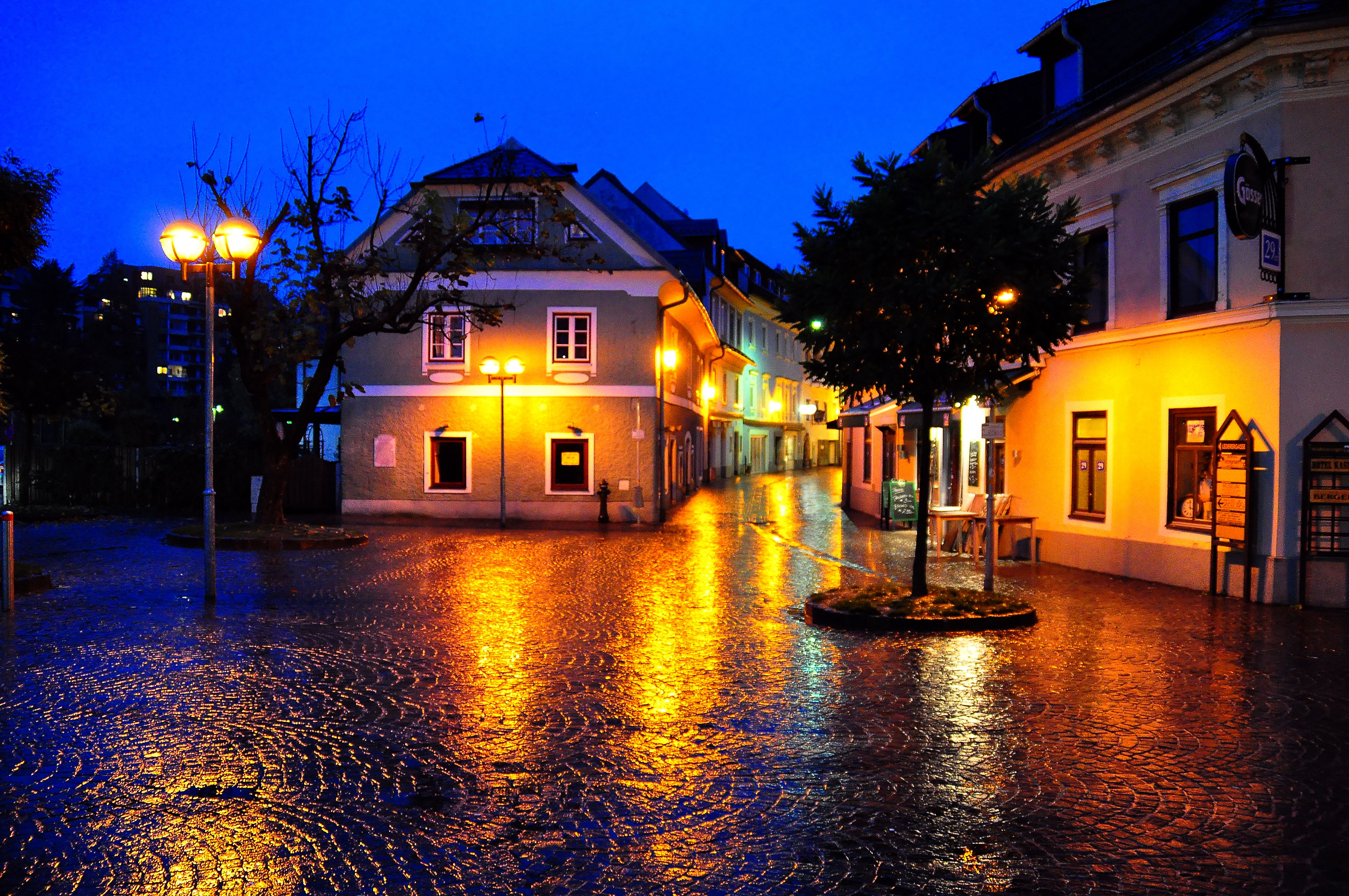
Draulände und Lederergasse

Die Gasse liegt im Nordwestteil an der ehemaligen Stadtmauer in der Villacher Innenstadt. Sie gehört zum Viertel westlich des Hauptplatzes. Die kleine Straße erhielt ihren Namen nach den Handwerkern, die hier ihre Manufakturen hatten. Heute ist sie Teil der Fußgängerzone der Stadt.

### Hochwassermarken

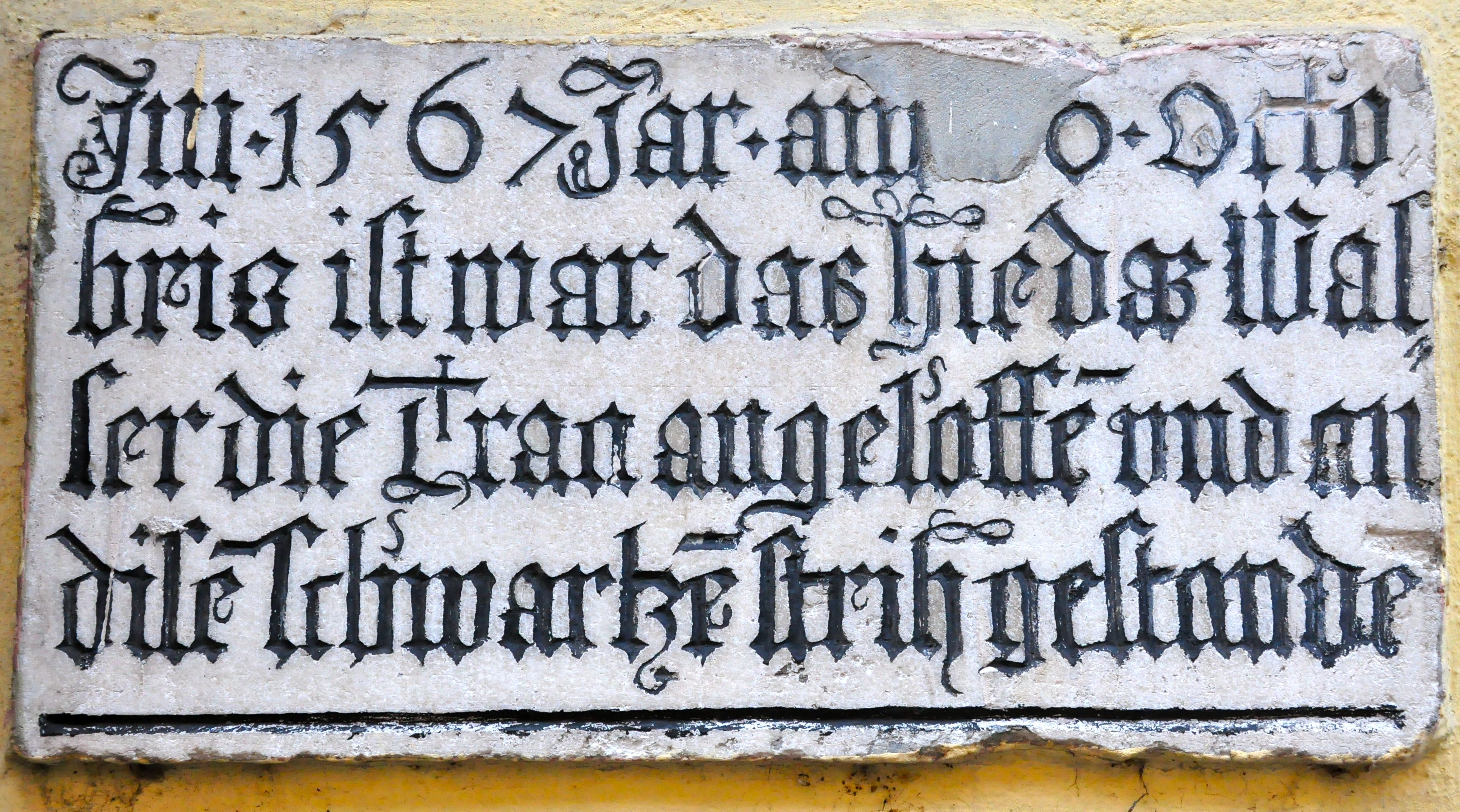
Hochwassermarke von 1567

Die drauseitig gelegenen Gebäude der Lederergasse wurden im Laufe von Jahrhunderten mehrere Male von Überflutungen in Mitleidenschaft gezogen. In der Gasse angebrachte Tafeln mit den jeweiligen Pegelständen des Hochwassers bezeugen dies auf eindrucksvolle Art und Weise. Im Speziellen ist die Hochwassermarke aus dem Jahr 1567 am Haus Nummer 12 besonders sehenswert. Die beiden letzten großen Wasserschwälle suchten Villach in den Jahren 1966 und 1967 heim. Allfälligen künftigen Hochwässern kann man jedoch mit Zuversicht entgegenblicken, denn durch den Bau des Flusskraftwerkes Villach hat man heute bessere Regulierungsmöglichkeiten als früher.

### Hegerhaus

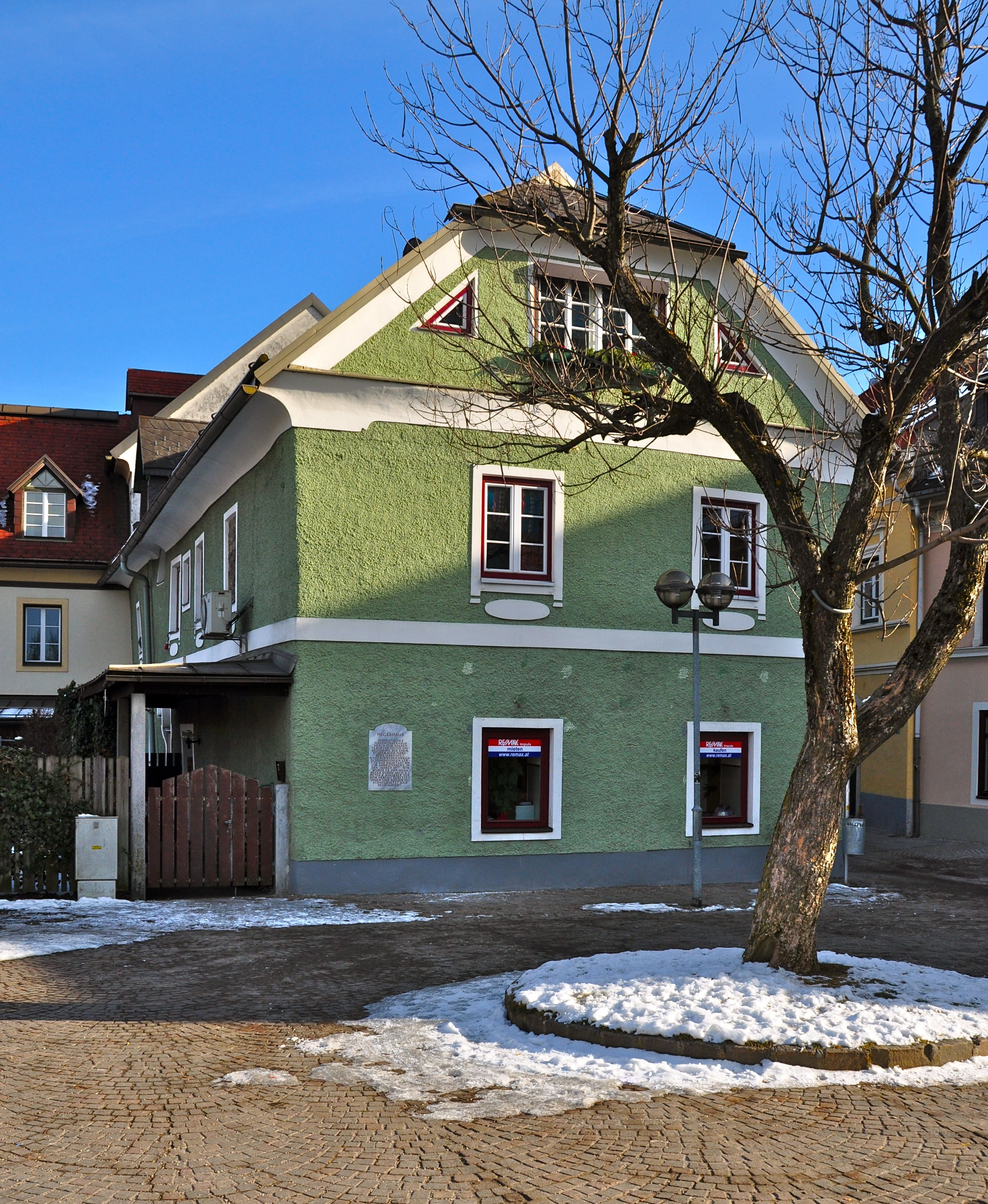
Hegerhaus

Das Hegerhaus ist als spätgotisches Handwerkerhaus neben dem oberen Tränktor unter Einbeziehung der ehemaligen Stadtmauer (Nordseite) errichtet worden. Nach schweren Beschädigungen im Zweiten Weltkrieg verfiel das Haus bis fast zur Abbruchsreife. In den Jahren 1977 bis 1978 wurde es von Hilda Heger durch den Architekten DI Peter H. Kulterer vor dem Verfall gerettet, innen und außen in Stand gesetzt und revitalisiert.

### Gerbergasse
Waren es die Lederer auf der Westseite, so waren es auf der Ostseite die Gerber, die für die Namensgebung der Gasse parallel zum Draufluss Pate standen.

### Kunst und Gedenken
Villach war Zentrum der Villacher Schule, einer Werkstatt für Malerei und Schnitzkunst, die im 15. und 16. Jahrhundert künstlerisch gestaltete Arbeiten, vorwiegend Sakralkunst (Flügelaltar, Fresko), im spätgotischen Stil produzierte. Ihre bedeutendsten Vertreter waren Friedrich von Villach und dessen Schüler Thomas von Villach.
Aktuell in den 2020er Jahren wurden über einigen Straßen bunten Regenschirme aufgespannt und am unteren Rand des Hauptplatzes ein großes rotes Willkommensherz aufgestellt.
In der Leiningengasse befindet sich das Villacher Kunstmuseum. Zudem gibt es eine Vielzahl an Kunstgalerien.
Im Innenstadtbereich verweisen viele Statuen auf bedeutende Persönlichkeiten mit Beziehung zu Villach. Die bekannten und in ganz Österreich genutzten Infotafeln verweisen auf Baudenkmale und Schrifttafeln an etlichen Gebäuden auf den Wohnort oder das Wirken bedeutender Persönlichkeiten.

### Museen (Auswahl)

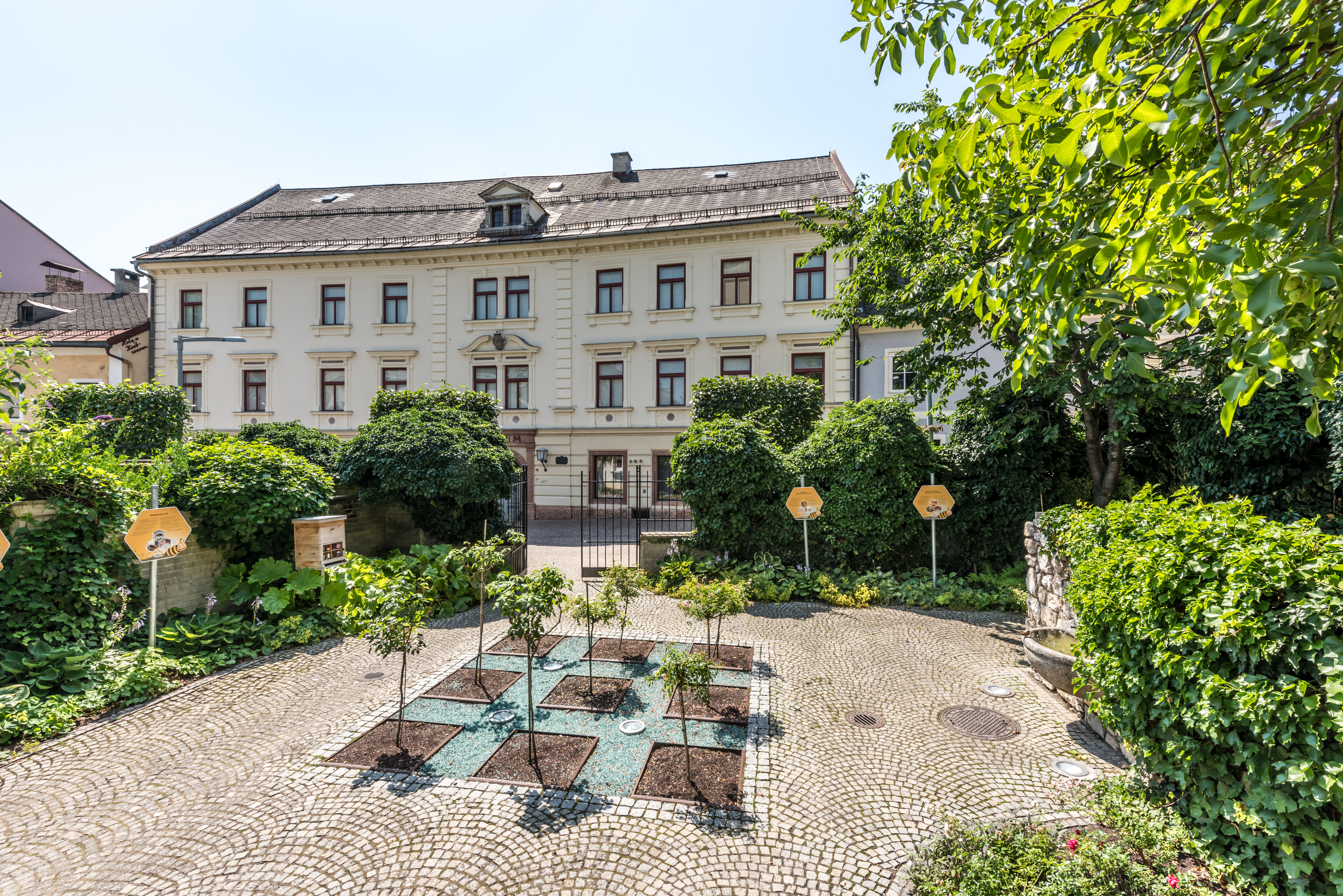
Stadtmuseum in der Widmanngasse

- Das seit 1873 bestehende Stadtmuseum Villach ist in einem historischen Bürgerhaus im Stadtzentrum untergebracht. Mit seinen Sammlungen dokumentiert es Geschichte, Kunst und Kultur des Raumes Villach. Im Museumsjahrbuch Neues aus Alt-Villach werden seit dem Jahr 1964 Forschungsergebnisse und Museumsaktivitäten veröffentlicht. Im Jahr 2017 erhielt das Museum das Österreichische Museumsgütesiegel.[20]
- Relief von Kärnten im Schillerpark: Die größte derartige topographische Landschaftsplastik Europas zeigt auf 182 m² das Bundesland Kärnten und die angrenzenden Nachbargebiete.
- Burg Villach mit Schauraum als Außenstelle des Stadtmuseums
- Villacher Fahrzeugmuseum in Zauchen: Mehr als 260 Fahrzeuge der Jahre 1922 bis 1977 sowie historische Radiogeräte werden ausgestellt (Stand: 2022).[21]
- Puppenmuseum: Künstlerpuppen aus den Ateliers internationaler Künstler sind dort zu besichtigen.
- Pilzmuseum Treffen,
ist das einzige Museum seiner Art in Österreich.
- Ebners Hausmuseum:
 Ein Museum über Bergbau, Landwirtschaft und Tourismus

### Theater und Musik
- Neue Bühne Villach
- Kulturhofkeller Villach
- Kremlhoftheater Villach als das kleinste Theater der Welt[22]
- Kulturspektrum Maria Gail (KSMG)
- Villacher Kammerorchester

### Film
- K3 Film Festival
- Stadtkino Villach
- Cineplexx Villach

### Kulturpreis der Stadt
Seit 1985 wird von der Stadt Villach einmal pro Jahr für besondere schöpferische Leistungen auf kulturellem Gebiet, die geeignet sind, das Kultur- und Geistesleben in Villach nachhaltig zu bereichern, ein Kulturpreis vergeben. Die Auszeichnung kann an Personen, in Ausnahmefällen aber auch an Vereine, an andere Institutionen oder an Arbeitsgemeinschaften verliehen werden. Jeder Preisträger kann die Auszeichnung nur einmal erhalten.
- Preisträger: siehe Kulturpreis der Stadt Villach.

### Regelmäßige Veranstaltungen (Auswahl)
- Carinthischer Sommer
- Villacher Fasching

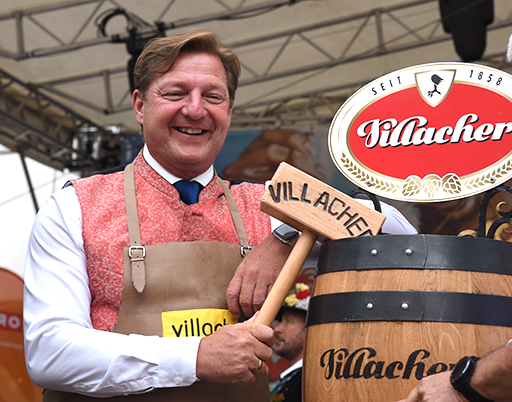
Villacher Kirchtag, Günther Albel. 2023

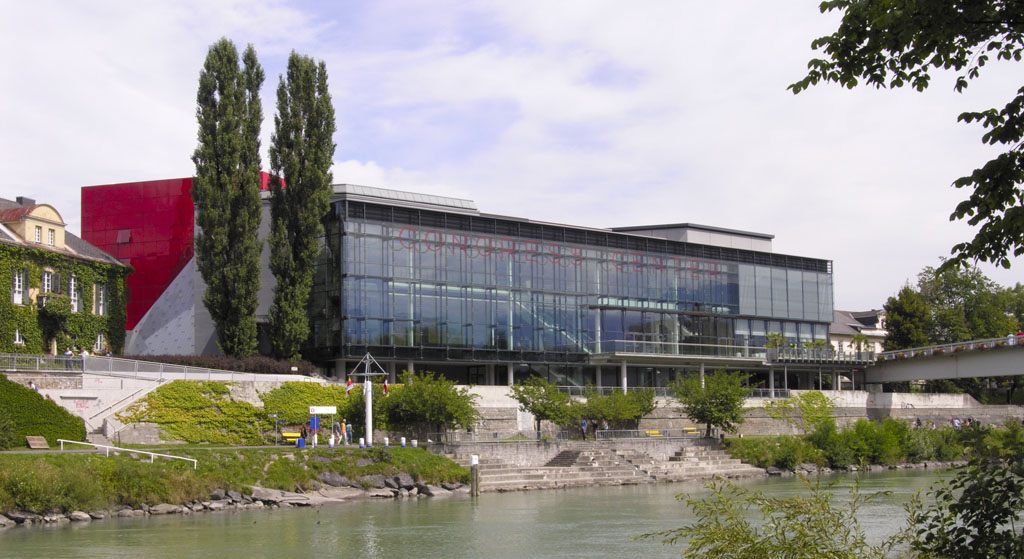
CCV, Congress Center Villach

- Villacher Kirchtag (Brauchtumsfest)
- European Bike Week von Harley-Davidson am Faaker See
- Internationales Cabrio-Treffen am Faaker See
- Honky-Tonk Festival
- Ackern (Freiluftwohnzimmerfestival bis 2015)
- Wiener Tarockcup

### Organisationen
In Villach befindet sich der Sitz der Evangelischen Superintendentur A. B. Kärnten und Osttirol.
Auch der gemeinnützige Brauchtumsverein der Villacher Bauerngman hat hier seinen Sitz.
In Villach gibt es weitere sozial tätige Vereine wie Lions, Kiwanis, Round Table, Rotarys und Together.

### Kulinarische Spezialitäten
- Villacher Torte
- Villacher Kirchtagssuppe

## Kirchengebäude

### Katholische und evangelische Gotteshäuser

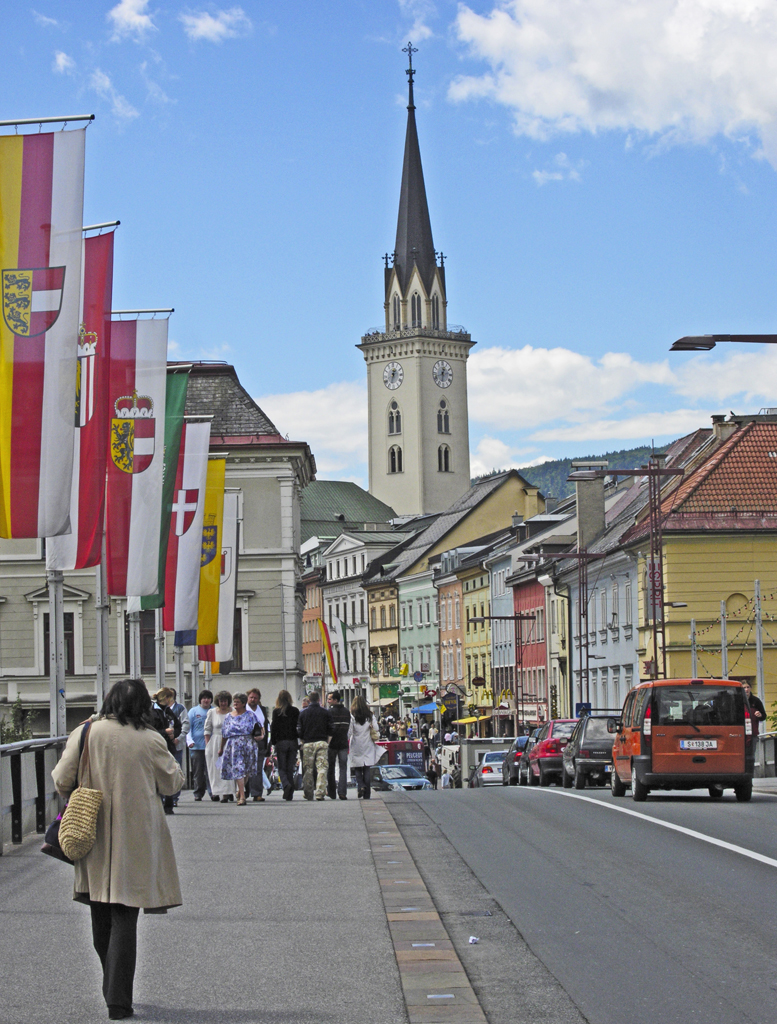
Altstadt mit Stadtpfarrkirche von der Draubrücke aus

In der Stadt herrschen wie fast überall in Kärnten die römisch-katholischen Kirchen vor. Des Weiteren gibt es evangelische Kirchen, Moscheen, ein internationales jüdisches Zentrum CIC (Carinthian International Center).
Hier eine kleine Auswahl:
- Altkatholische Burgkapelle St. Heinrich und Kunigunde (Burg Villach)
- Stadtpfarrkirche St. Jakob mit Aussichtsplattform in rund 48 m Höhe
- Nikolaikirche mit angeschlossenem Franziskanerkloster
- Kirche Zum Heiligen Kreuz
- Evangelische Kirche im Stadtpark
- Evangelische Auferstehungskirche in Lind
- Evangelische Kirche St. Ruprecht
- Pfarrkirche Heiligengeist
- Pfarrkirche Maria Landskron
- Pfarrkirche St. Leonhard
- Pfarrkirche St. Niklas an der Drau
- Pfarrkirche St. Martin
- Pfarrkirche St. Josef
- Pfarrkirche Völkendorf
- Wallfahrtskirche Maria Gail
- Neuapostolische Kirche Villach
- Kirche Oberwollanig
- Filialkirche Federaun
- Filialkirche St. Johann
- Filialkirche Obere Fellach
- Filialkirche St. Andrä
- Filialkirche St. Georgen
- Filialkirche St. Magdalen
- Filialkirche St. Michael
- Filialkirche St. Ruprecht
- Filialkirche St. Ulrich
- Filialkirche Heilige Philipp und Jakob

### Sonstige Sehenswürdigkeiten
- Burg Landskron mit Adlerarena und Affenberg
- Congress Center Villach als Veranstaltungsort des Villacher Faschings
- Historischer Stadtkern mit dem Hauptplatz, der Dreifaltigkeitssäule und Teilen der früheren Stadtmauer
- Römerweg in Warmbad: Eine in den Kalkfels eingetiefte sog. Gleisstraße, die dem Volksmund nach in römischer Zeit angelegt wurde. Historisch nachweisbar ist allerdings nur ein Ausbau im Mittelalter. Der Römerweg ist oberhalb von Warmbad nahe der sogenannten Napoleonswiese nach Süden gegen Oberfederaun hin auf einigen hundert Metern Länge sichtbar und dient auch als Wanderweg.
- Hügelgräber aus der Hallstattzeit nahe der Ruine Landskron
- Paracelsushof: Das Haus Hauptplatz Nr. 18 und sein Renaissance-Arkadenhof gilt gemäß einer historisch unzutreffenden Erzähltradition als Wirkungsstätte des Paracelsus und seines Vaters Wilhelm v. Hohenheim; seit 1896 gibt es hierzu einen Gedenkstein an der Fassade und seit 1941 im Hof zwei Marmor-Porträts, geschaffen vom Bildhauer Josef Dobner Theophrast von Hohenheim (Paracelsus).
- Stadthalle Villach: Hier trägt der EC VSV seine Heimspiele aus, unter anderem die Kärntner Eishockey-Derbys.

### Denkmäler

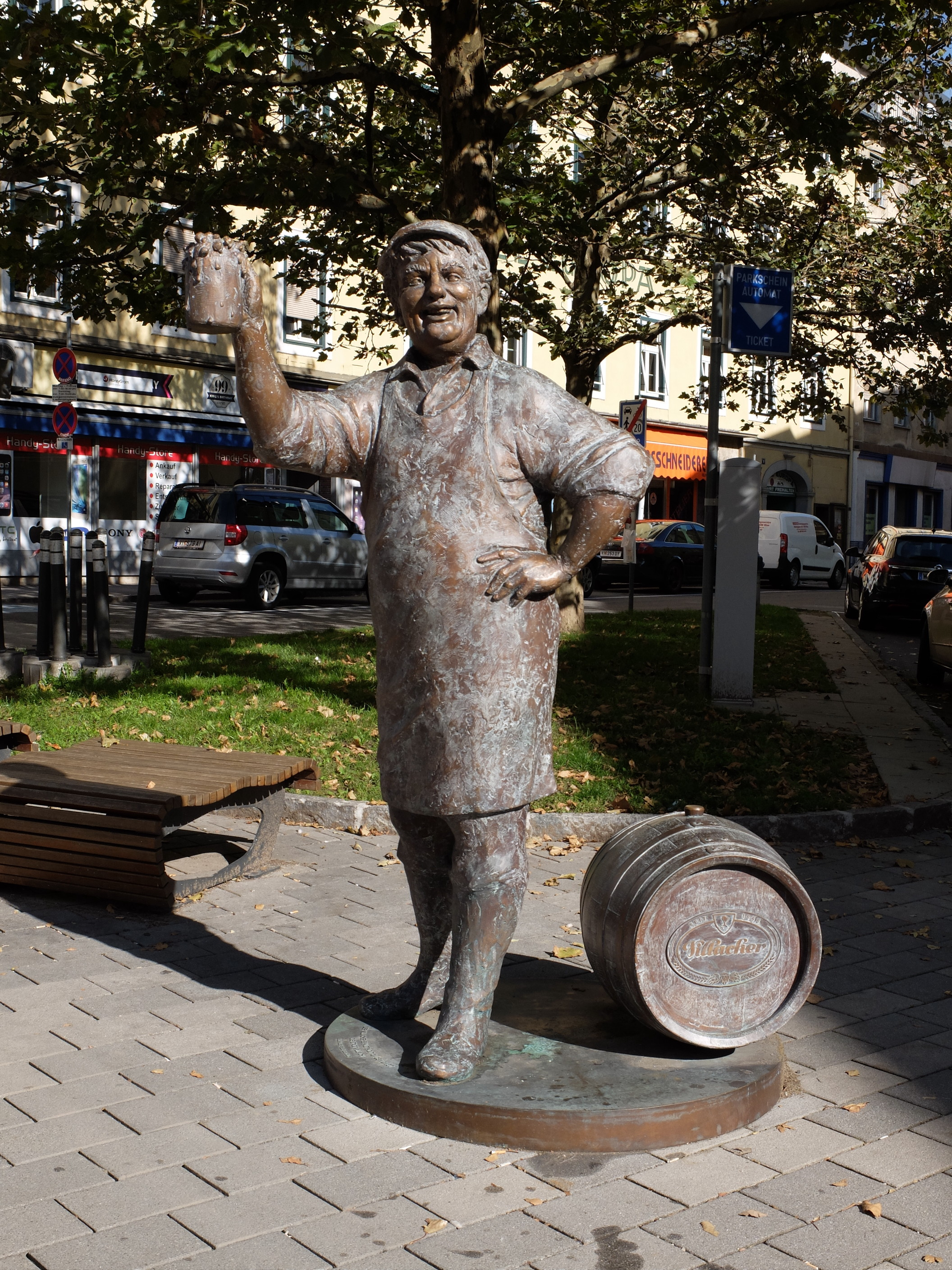
Brauer-Denkmal (Bahnhofstraße)

- Denkmal der Namen; Das Denkmal in der Widmanngasse erinnert an die Opfer des Nationalsozialismus in Villach. Initiiert vom Verein Erinnern, wurde es 1999 erstmals enthüllt.[26] Nach zahlreichen Erweiterungen und Akten des Vandalismus, die zu Neugestaltungen führten, wurde es zuletzt 2008 erneut eingeweiht.[27][28]
- Standbild des Kaisers Joseph II. mit dem Toleranzpatent in der Rechten auf dem Kaiser-Josef-Platz
- Standbild des Malers Hanns Gasser auf dem Hans-Gasser-Platz[29]

### Naturdenkmäler und weitere Besonderheiten
Siehe dazu die Übersicht auf den Webseiten der Stadt Villach.

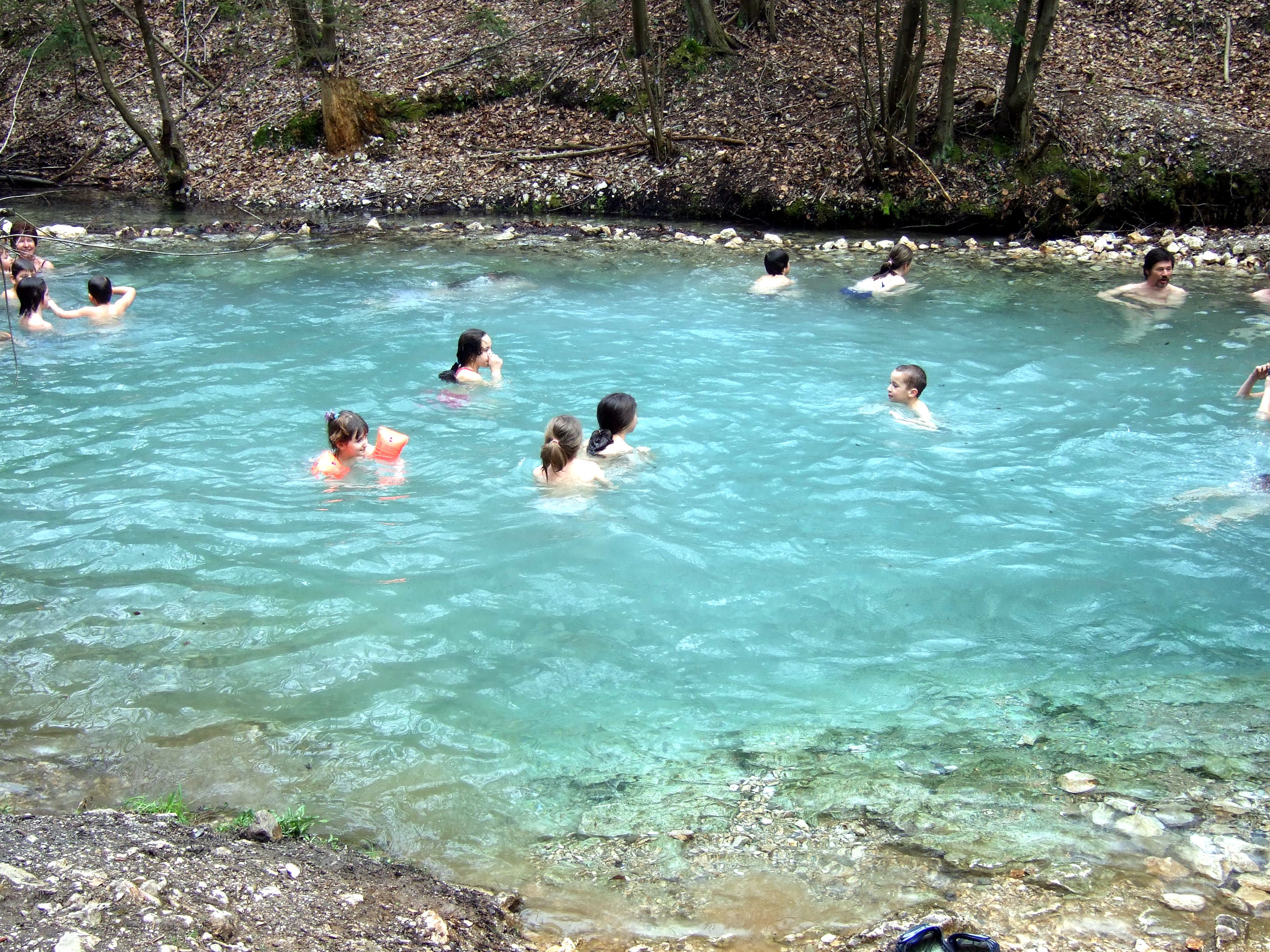
Maibachl

- Maibachl: Diese natürlichen Quellbecken mitten im Grünen liegen 10 bis 15 m höher als die Thermalquellen des Warmbades Villach, die eine ständige Wasserführung aufweisen. Es braucht daher den Druck von Schmelzwasser, um die höher gelegenen Quellen sprudeln zu lassen. Selbst bei länger anhaltenden, intensiven Niederschlägen kommen Badegäste in den Genuss des Maibachls. Im Jahr 2003 wurde es zum Naturdenkmal erklärt.
- Hungerbach: Ein sehr selten fließender, dann gleichfalls von Thermalquellen gespeister Bachlauf in der Nähe des Maibachls.
- Warmbach/Zillerbach: Der Warmbach bei Villach ist der Abfluss der Thermalanlage Warmbad und liegt ständig bei einer Temperatur um die 24 °C. Er ist mittlerweile der Lebensraum von zahlreichen Fischen aus den Tropen und aus den Subtropen, die dort unerlaubt seit einigen Jahrzehnten ausgesetzt werden. Die Universität für Bodenkultur konnte 2015 im Zuge von Untersuchungen im Rahmen einer Masterarbeit rund 50 verschiedene Fischarten dort dokumentieren, die derzeit im Fluss leben, darunter mehr als zehn Arten der Buntbarschen.[31]
- Außerdem tritt an mehreren Stellen des Warmbads Villach Kaltwasser zu Tage. Dies geschieht in Form von sogenannten perennierenden Quellen (Römerquelle) und in Form von sogenannten periodischen Quellen (Studenzaquelle).
- Drobollacher Moor: Verlandungsmoor am Westufer des Faaker Sees in einer Moränenlandschaft.
- Bösenmoos: Flachmoor in Gratschach.
- Buchenloch (Helenengrotte) bei Warmbad.
- Eggerloch: Es ist eine der größten Höhlen im Kalkfels der Villacher Alpe (Dobratsch bzw. hier Tscheltschnigkogel) und befindet sich nahe beim Warmbad Villach.
- Villachs Naturschächte am Dobratsch.

### Parks
- Stadtpark
- Schillerpark
- Walther von der Vogelweide-Park
- Dinzlpark
- Hafnerpark
- Kurpark Warmbad (Privatbesitz)
- Auenpark

## Sport

### Überblick
In Villach gibt es rund 80 Sportvereine, in denen über 60 Sportarten ausgeübt werden können. Als Sportstätten stehen in Villach unter anderem die Stadthalle Villach, das Sportzentrum Landskron, das Stadion Lind, die Sporthalle St. Martin, die Ballspielhalle Lind, die Kletterhalle Villach und sieben weitere Sport- und Spezialhallen zur Verfügung. Zudem gibt es derzeit vier weitere Sport- und Fußballplätze, neun Trendsportanlagen und 21 Tennisplätze.
Die Sektion Villach ist eine der größten Sektionen des Österreichischen Alpenvereins.
Durch Villach verläuft der Salzsteigweg, ein österreichischer Weitwanderweg. Mit dem Drauradweg R1, dem Ossiacher-See-Radweg R2 und dem Karnischen Radweg R3 führen mehrere überregionale Radwanderwege durch das Stadtgebiet.

### Bundesligavereine

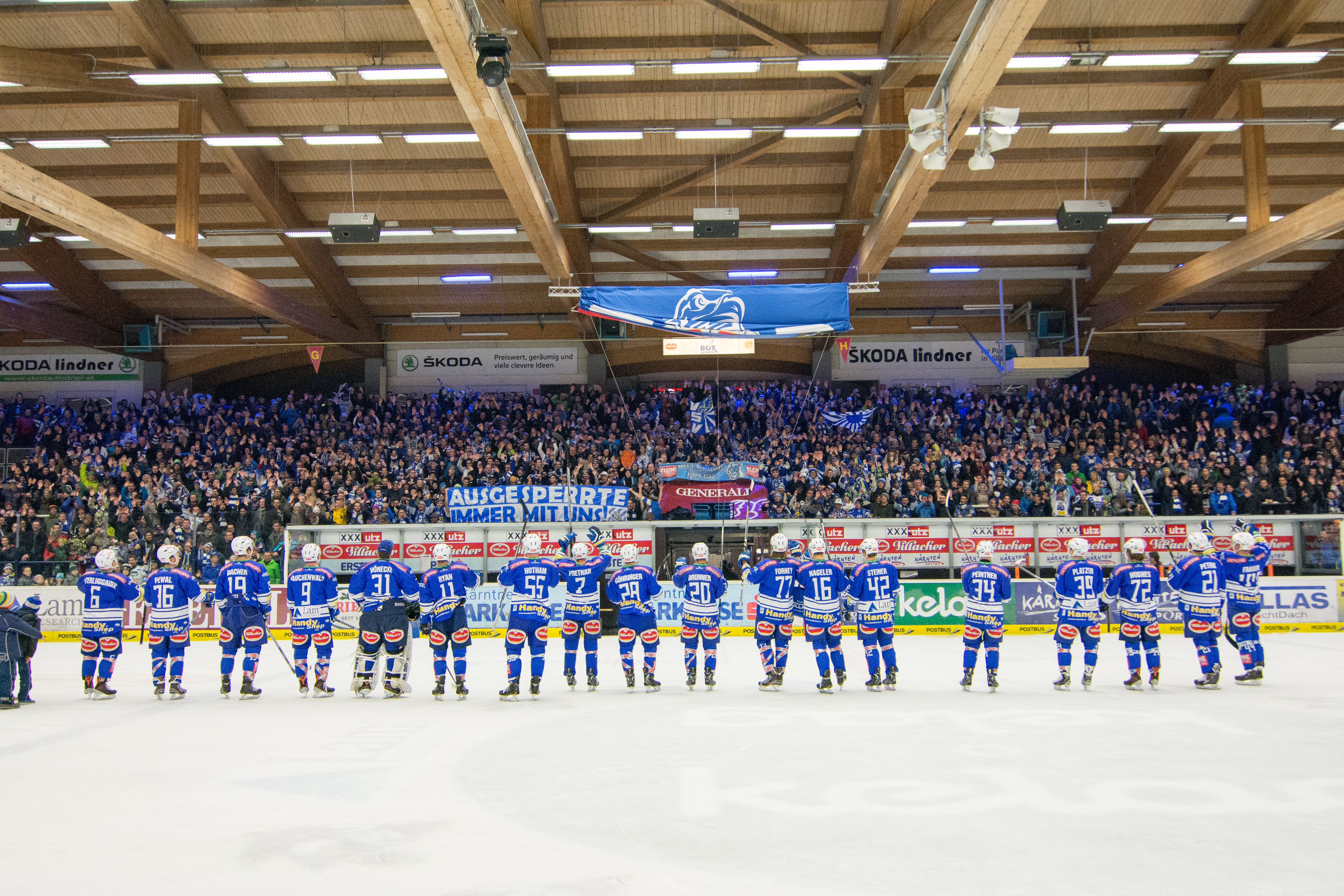
EC VSV in der Villacher Stadthalle

Das sportliche Aushängeschild der Stadt ist der Eishockeyclub EC VSV, der seit 1977 in der höchsten österreichischen Liga, der multinationalen ICE Hockey League spielt und bisher sechs Mal den Titel des Österreichischen Meisters gewann, zuletzt im Jahr 2006. Das Kärntner Eishockey-Derby mit dem EC KAC aus Klagenfurt gilt als das älteste und das bekannteste Duell im österreichischen Eishockey. Seine Heimspiele trägt der VSV in der Stadthalle Villach aus.
Weitere Sportclubs, die derzeit in der jeweiligen Bundesliga vertreten sind, sind der Tischtennisclub TTC CarinthiaWinds (1. Bundesliga), der Basketballclub der Panaceo Raiders (2. Bundesliga) sowie der Floorballklub VSV Unihockey (1. Bundesliga).

### Nordischer Skisport
Die Villacher Alpenarena, eine Skisprungschanze und Langlaufloipe am Fuß des Dobratschs, ist ein Sportzentrum, das zur Ausübung nordische Schisportarten errichtet wurde. Neben dem Langlauf können die Nordische Kombination und das Spezialspringen dort aktiv betrieben werden. Bereits siebenmal war die Alpenarena Austragungsort eines Weltcup-Skisprung-Bewerbes. Zudem wird dort im Skisprung-Continental-Cup ein Springen ausgetragen. Die Schanzenanlage umfasst vier Schanzen von K15-K90.

### Internationale Sportereignisse in Villach
- Straßen-Radweltmeisterschaften 1987
- Wasserski-Weltmeisterschaft 1991 (Silbersee)
- Kickbox-Weltmeisterschaft 2009 (WAKO, Stadthalle)
- XVI. Internationale Feuerwehr Wettbewerbe 2017[36], die alle vier Jahre vom Weltfeuerwehrverband CTIF jeweils in einer Stadt veranstaltet wird (Sportstadion Lind, Park des Alten Parkhotels).
- Die Radstrecke des jährlich ausgetragenen Ironman Austria führt durch das Stadtgebiet Villachs.
- Crux Lauf Villach seit 2018. Hindernislauf durch die Villacher Innenstadt.

## Wirtschaft

### Zahlenmäßige Darstellung der Wirtschaft Villachs
Mit Stand 15. Mai 2001 beschäftigten in Villach 3234 Unternehmen 32.133 Mitarbeiter. 15 Betriebe mit mehr als je 200 Mitarbeitern sind Großunternehmen.
Die Registerzählung der Statistik Austria vom 31. Oktober 2011 weist eine kräftige Zunahme bei der Anzahl der Unternehmen und Beschäftigten in Villach auf. Demnach gab es per Stichtag 31. Oktober 2011 in der Stadt Villach 4687 Arbeitsstätten (Unternehmen) mit insgesamt 36.884 Beschäftigten (davon sind 33.831 unselbständig Beschäftigte).
8825 Villacher pendeln zur Arbeit aus. Im Gegenzug kommen täglich 18.225 Erwerbspendler von außerhalb zur Arbeit nach Villach.

### Wirtschaftliche Schwerpunkte und Villacher Leitbetriebe
Villach ist traditionell der wichtigste Industriestandort Kärntens und verfügt über eine Reihe von großen Industrieunternehmen.
Im Jahr 1970 startete die Siemens AG mit einer Diodenproduktion in Villach. Im Jahr 1979 wurde die erste Waferfertigung begonnen und das Entwicklungszentrum für Mikroelektronik gegründet. Es folgte ein stetiger Ausbau des Standortes in Villach, so dass Siemens zu einem der größten Arbeitgeber in Villach geworden ist. Seit dem Jahr 2000 führt die aus dem Siemens-Halbleiterbereich hervorgegangene Infineon Technologies AG den Standort Villach als Kompetenzzentrum für Automobil- und Industrieelektronik und als Hauptstandort der Infineon Technologies Austria AG. Infineon gab 2018 bekannt, für 1,6 Milliarden Euro den Standort mit einem weiteren Werk, das 2021 in Betrieb gehen soll, den Standort weiter aufwerten zu wollen. Am 19. September 2021 wurde dieses Werk eröffnet.
Der Niedergang des Zellstoffwerkes Magdalen Ende der Achtzigerjahre wurde von einem Skandal begleitet, der die Kärntner Landespolitik seinerzeit tief erschütterte.
Der tpv Technologiepark Villach gilt als eine Art Drehscheibe im Alpen-Adria-Raum im Bereich High-Tech. Die Ansiedelung erfolgte mit der strategischen Zielsetzung Lehre, Forschung und Entwicklung an einem Standort zu bündeln. Die inhaltliche Schwerpunktsetzung des Parks umfasst die Bereiche (Mikro-)Elektronik, erneuerbare Energie, Geoinformation, Informations- und Kommunikationstechnologie. Zentrale Institutionen des Parks sind u. a. die Fachhochschule Kärnten, einer von drei Standort der Silicon Austria Labs (ehemals Carinthian Tech Research) sowie die Micronas Villach Halbleiterentwicklungs GmbH.
Mit der Übernahme des Unternehmens SEZ durch den amerikanischen Konzern Lam Research im Jahr 2008 verfügt Villach auch über eine Niederlassung eines amerikanischen High-Tech-Konzerns.
Mit der Vereinigten Kärntner Brauereien AG, die Biermarken wie Villacher Bier und die Klagenfurter Traditionsmarke Schleppe Bier vertreibt, ist ein über Kärnten hinaus bekanntes Traditionsunternehmen in Villach ansässig.
Weitere größere Industriebetriebe in der Stadt sind:
- Imerys Villach GmbH (ehemals Treibacher Schleifmittel), Erzeugung von synthetischem Korund, inklusive separatem Forschungszentrum Imerys Technology Center Austria in Villach[49]
- 3M Precision Grinding GmbH (ehemals Rappold Winterthur), Erzeugung von Schleif- und Trennscheiben
- Flowserve Control Valves GmbH, Herstellung von Regelventilen für Pipelines und sonstige Rohrleitungen
- Henelit, Herstellung von Lacken
- ABC Auftragsfertigung, Auftragsfertiger in den Bereichen Zerspanung, Kunststoff, Mechatronik, Montage und Textil
- Ressenig Fahrzeugbau GmbH, Herstellung von Spezialfahrzeug und LKW-Aufbauten
- Sto GmbH Villach, Herstellung von Armierungs- und Spachtelmasse, sowie Fassadenkleber
- Ortner Reinraumtechnik, Einrichtung und Ausstattung von Reinräumen
- Marcher Fleischwerke, Zentrale und Produktion, größte Schweinefleischzerlegung Österreichs[50]
- Rudolf Frierss & Söhne Fleisch- und Wurstspezialitäten GmbH, Zentrale mit 2 Produktionsstätten in Villach[51]

### Energie
Villach gehört zu 24 Gemeinden in Österreich (Stand März 2019), die mit der höchsten Auszeichnung des e5-Gemeinden-Energieprojekts ausgezeichnet wurden. Das e5-Gemeinde-Projekt soll die Umsetzung einer modernen Energie- und Klimapolitik auf kommunaler Ebene fördern.
In Villach befindet sich das Kraftwerk Villach. Ursprünglich von der ÖDK errichtet, wird es heute vom Verbund betrieben und ist mit dem Kraftwerk Paternion und dem Kraftwerk Kellerberg Teil der Kraftwerkskette Obere Drau. Überdies reicht der Rückstau des Kraftwerks Rosegg in das Gemeindegebiet. Das Kraftwerk Schütt liegt zwar vollständig in der Gemeinde Arnoldstein, leitet jedoch sein Wasser um den oberen villacher Gailabschnitt.

### Prostitution
Aufgrund der geografischen Nähe Villachs zu Italien, wo Prostitution verboten ist, ist die gewerbsmäßige Sexarbeit besonders in Villach seit langer Zeit ein lukrativer Wirtschaftszweig. Folglich arbeiteten bis zu 200 Frauen in einem Dutzend Bordelle in der Stadt. Um dies einzuschränken, wurde im April 2014 durch die Stadtverwaltung die sogenannte Prostitutionsbeschränkungs-Verordnung beschlossen. Sie sieht eine 300-Meter-Schutzzone rund um Kindergärten, Schulen, Kirchen und Friedhöfe für Bordelle in der Altstadt vor. In diesen Zonen wurden die bereits erteilten Gewerbeberechtigungen von Bordellen nicht mehr verlängert. Vom Jahr 2014 bis zum Jänner 2019 reduzierte sich durch diese Maßnahme der Stadtverwaltung die Zahl der Etablissements in Villach von zwölf auf zwei.
Mit Stand 2023 gibt es in Villach nur noch ein Bordell, dessen Bewilligung für zehn Jahre festgesetzt wurde.

## Verkehr und Infrastruktur
Die Stadt Villach stellt seit ihren Anfängen einen wichtigen Verkehrsknotenpunkt in Kärnten dar. Dies beweisen auch die gut erhaltenen Überreste des sogenannten Römerweges im Stadtteil Warmbad.

### Schienenverkehr

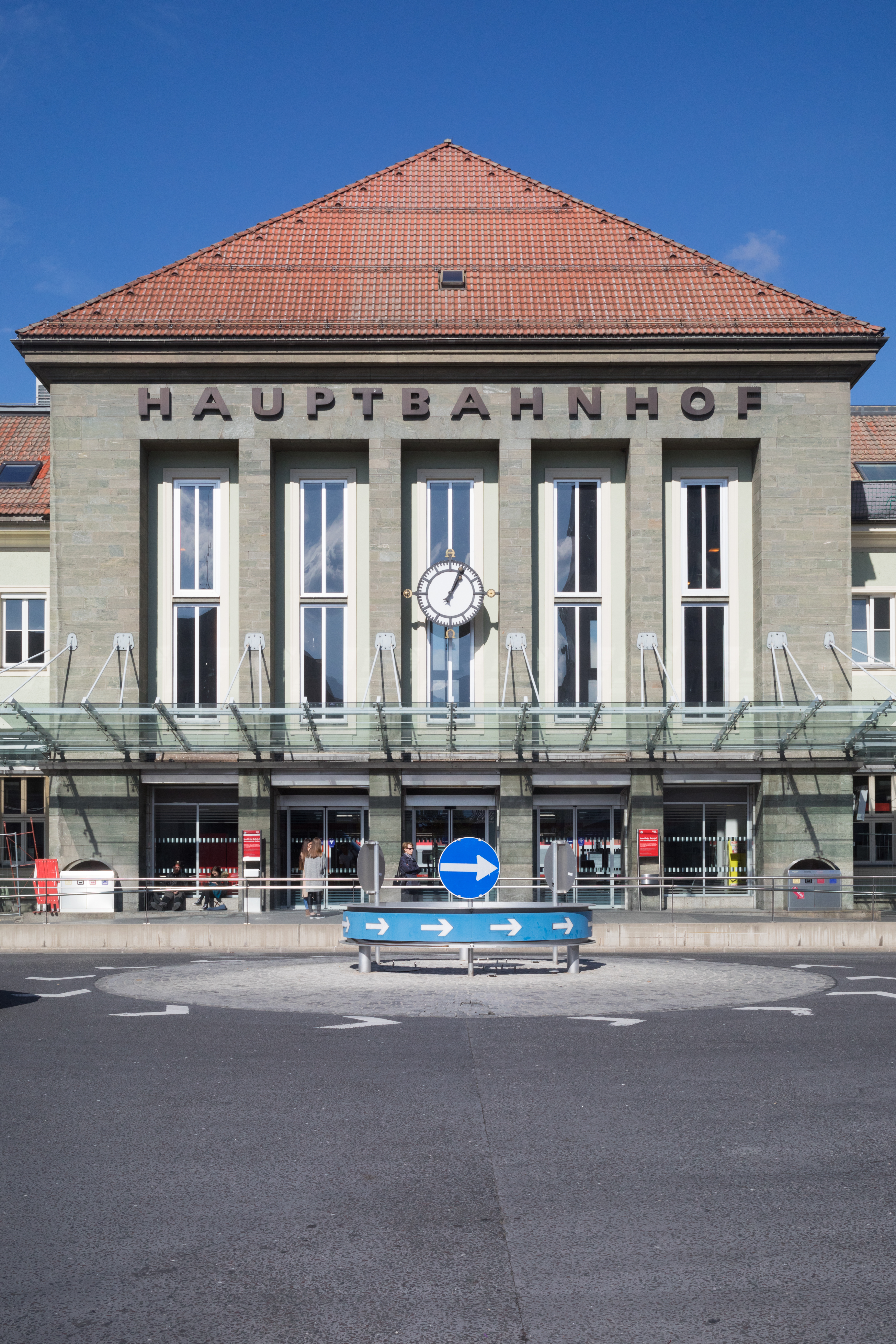
Hauptbahnhof

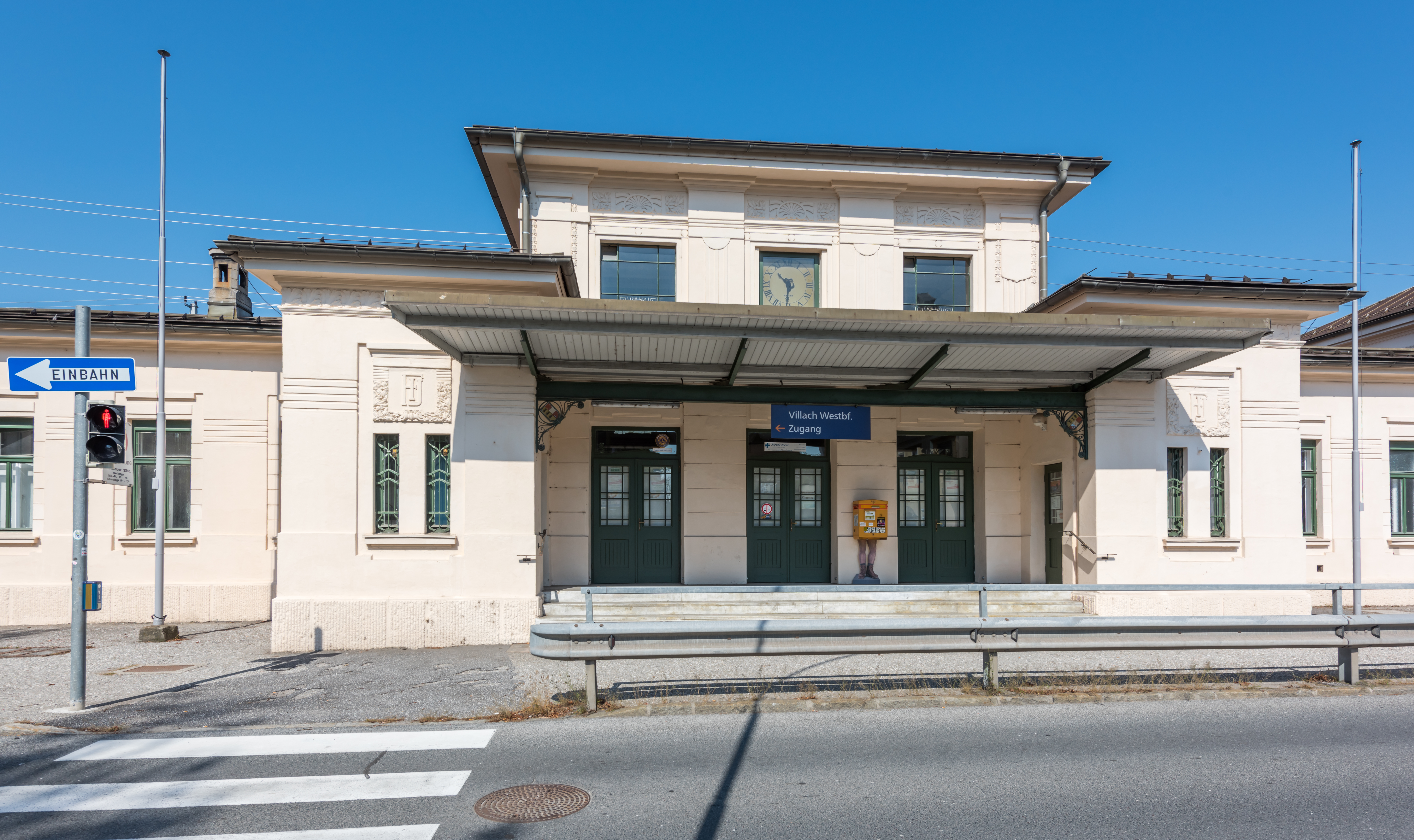
Villach Westbahnhof

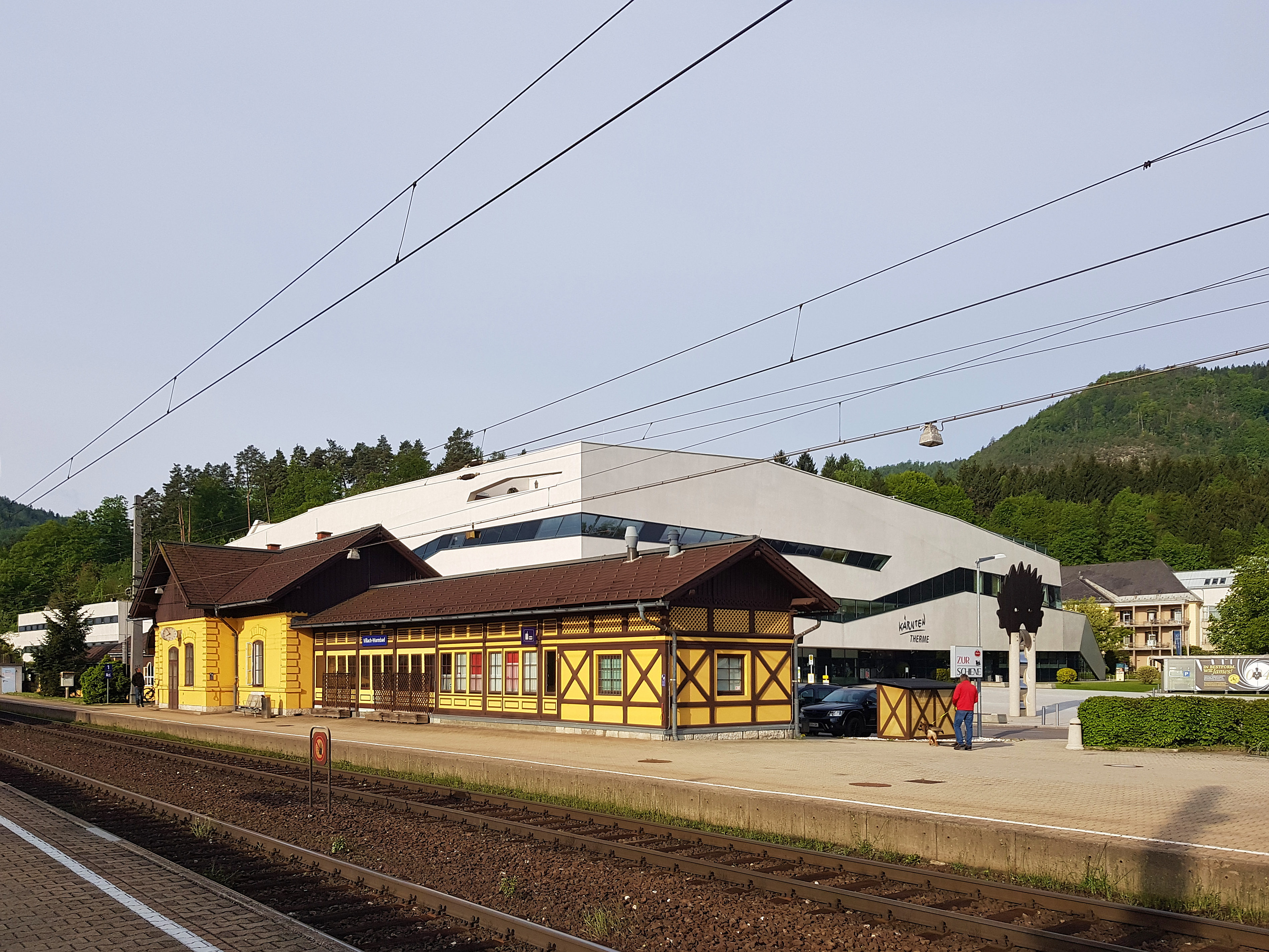
Bahnhof Villach Warmbad mit Kärnten Therme im Hintergrund

Villach ist einer der wichtigsten Bahnknotenpunkte Österreichs. Hier laufen mehrere Eisenbahnlinien zusammen: Die Drautalbahn von San Candido-Innichen in Südtirol über Lienz, Spittal, Villach Hauptbahnhof, Klagenfurt Hauptbahnhof nach Marburg an der Drau (Maribor) in Slowenien; die Rudolfsbahn von Amstetten bzw. Sankt Valentin und Bruck an der Mur über Sankt Veit an der Glan, Feldkirchen in Kärnten nach Tarvis (Italien) sowie die Karawankenbahn nach Jesenice (Aßling) in Slowenien.
Im Nahverkehr ist Villach im Rahmen der S-Bahn Kärnten ein zentraler Knotenpunkt. Seit dem 12. Dezember 2010 bietet die Linie S1 wochentags einen Halbstundentakt nach Klagenfurt und einen Stundentakt nach Spittal an der Drau. Seit Dezember 2011 wird Villach von der Linie S2, die von Feldkirchen über Villach nach Rosenbach führt, stündlich bedient.
Im Stadtgebiet gibt es folgende Bahnhöfe und Haltestellen:
- Villach Hauptbahnhof
- Villach Westbahnhof
- Villach Hauptbahnhof-Ostbahnhof-Autoverladestelle (für Autoreisezüge nach Südosteuropa und Deutschland)
- Villach Warmbad
- Villach Seebach
- Villach St. Ruprecht
- Villach Landskron  [63]
- Villach St. Magdalen (in Planung)

Am meisten frequentiert wird der Villacher Hauptbahnhof, die anderen Bahnhöfe und Haltestellen sind wichtige Stationen für den Nahverkehr. Von der Autoverladestelle am Ostbahnhof gehen vor allem Verbindungen nach Südosteuropa (etwa der Optima Express nach Edirne in der Türkei) oder Autoreisezüge ins europäische Ausland, vor allem nach Deutschland.
Im Bereich Fürnitz liegt der Großverschiebebahnhof Villach-Süd. Dieser ist nach dem Zentralverschiebebahnhof Wien-Kledering der zweitgrößte Verschiebebahnhof Österreichs. Traditionellerweise ist ein nicht unerheblicher Anteil der Villacher Bevölkerung bei den Österreichischen Bundesbahnen (ÖBB) beschäftigt. In Villach befindet sich das zentrale Bahnbüro für Südösterreich.
Außerdem befindet sich die neue Betriebsführungszentrale für Kärnten und die Steiermark, die seit dem Frühjahr 2012 in Betrieb ist, in Villach. Über diese erfolgt die Fernsteuerung des ÖBB-Hauptnetzes in beiden Bundesländern (rund 870 Schienenkilometer).
In Raum Villach gibt es keine Straßenbahn.

### Straßenverkehr

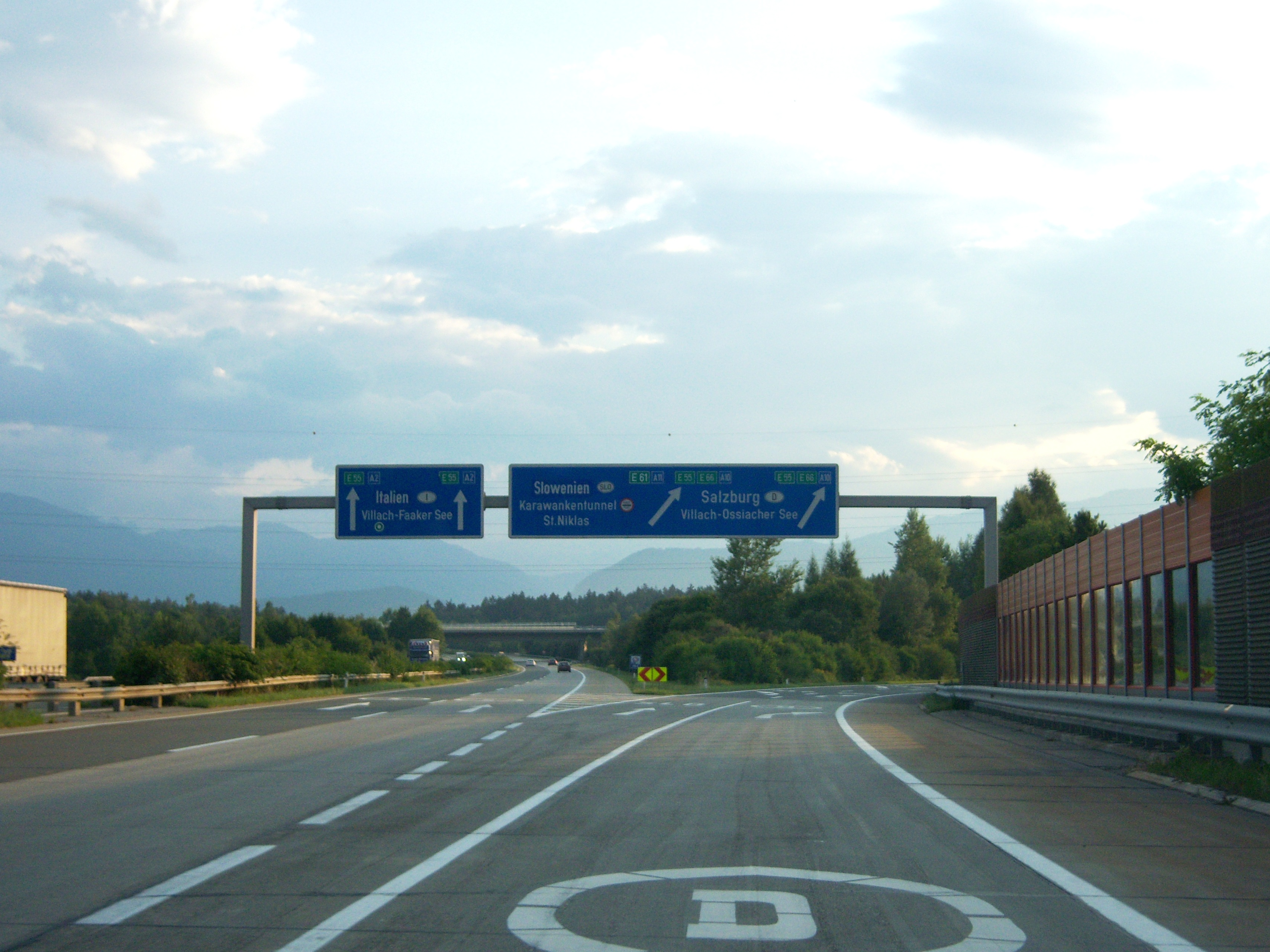
A2-Knoten Villach, aus Klagenfurt kommend

Am Knoten Villach kreuzt die Süd Autobahn A2, die von Wien über Graz und Klagenfurt nach Italien führt, die Tauern Autobahn A10 und die Karawanken Autobahn A11. Die Tauern Autobahn stellt die Verbindung Villachs mit Salzburg und Deutschland dar. Die Karawanken Autobahn verbindet Villach mit Slowenien.
Autobahnabfahrten
- Villach Ossiacher See (Nord) – führt auf die Nordumfahrung bzw. in die Ossiacherzeile
- Villach West – führt über die Drautal Straße (B 100) auf die Nordumfahrung
- Villach Faaker See (Süd Ost) – führt über die Mariagailer Straße in die Ossiacher Zeile
- Villach Warmbad (Süd) – führt über die Kärntner Straße (B 83) ins Zentrum bzw. auf die Westumfahrung

Die Kärntner Straße (B 83), die von Klagenfurt nach Italien führt, verläuft südöstlich außerhalb des Stadtzentrums durch Villach und ist eine der Haupteinfahrtsstraßen nach Villach. Im östlichen Teil der Stadt zweigt die Ossiacher Straße (B 94) von der B 83 ab und führt weiter in den Bezirk Sankt Veit zur Friesacher Straße (B 317). Im Norden zweigt die Drautal Straße (B 100) von der Ossiacher Straße ab, die dann in Richtung Westen zur Villacher Straße (B 86) verläuft. In weiterer Folge führt die B 100 nach Spittal an der Drau, Osttirol und weiter nach Italien. Die Villacher Straße verbindet als Westumfahrung die Drautal Straße B 100 und die Kärntner Straße B 83. Die B 86 und B 83 kreuzen sich in einem gut ausgebauten planfreien Knoten. Diese Straßen stellen einen Straßenring um das Villacher Zentrum her. Die Faakersee Straße (B 84) verbindet schließlich den Faaker See mit Villach.

### Parkmöglichkeiten
In Villach gibt es derzeit ca. 4480 Parkplätze, davon 2490 private, gebührenpflichtige Parkplätze und 840 gebührenfreie öffentliche Parkplätze, 790 gebührenpflichtige öffentliche Parkplätze in Kurzparkzonen und 360 gebührenfreie Parkplätze in Kurzparkzonen. In der gesamten Innenstadt gilt eine Parkzeit von zwanzig Minuten, die kostenfrei genutzt werden darf. Seit dem Jänner 2019 darf in den gebührenpflichtigen Kurzparkzonen der Innenstadt samstags ab 09:00 Uhr gratis geparkt werden. Zudem können ab 10:00 Uhr auch die Ladezonen als Parkplätze genutzt werden.
Als Ergänzung zu den 45 im Kurzparkzonenbereich aufgestellten Parkscheinautomaten ist es seit 2011 möglich, Parkscheine mit dem Handy zu lösen (Handy-Parken). Eine weitere Möglichkeit ist das CityBonus-System. In rund 100 Shops der Innenstadt können nach jedem Einkauf Punkte auf einen Schlüsselanhänger oder auf eine Karte geladen und an jedem Parkscheinautomaten in der Innenstadt in Parkzeit umgewandelt werden. Das System wurde 2018 von 15.000 Personen genutzt.

### Öffentlicher Verkehr
Der Linienbusverkehr im Stadtgebiet wird von dem Busunternehmen Dr. Richard betrieben. Die Stadtbusse verbinden auch die Innenstadt und den Hauptbahnhof mit den Randbezirken von Villach. Der Hauptbahnhof ist Knotenpunkt nationaler, internationaler Bahnverbindungen und der Schnellbahnlinien S1, S2 sowie S4 und der regionalen Buslinien in die Richtungen Drautal, Gegental, Gailtal, Rosental, zum Wörthersee, in die Umgebung Villachs und nach Italien. Die S1 verkehrt alle 30 Minuten von Spittal an der Drau über Klagenfurt nach Sankt Veit an der Glan und stündlich weiter bis Friesach. Die S2 verkehrt stündlich über Faak am See nach Rosenbach sowie stündlich über Feldkirchen in Kärnten nach St. Veit an der Glan. Die S4 verkehrt über Arnoldstein nach Hermagor.
BUS:SI – der Villacher Stadtbus hat seit 2022 und seit 2024 immer bessere Intervalle und bedient folgende Linien:
- Linie 01: Hochfeldstraße – Hauptbahnhof –  KTS/SKA (über Therme Warmbad)
- Linie 02: Vassach – Hauptbahnhof – Völkendorf – Infineon
- Linie 03: Hauptbahnhof – Landeskrankenhaus – Zentralfriedhof – Technologiepark – St.Ulrich
- Linie 04: Hauptbahnhof – ATRIO – Auen
- Linie 05A: Hauptbahnhof – St.Martin – Untere Fellach – VEZ
- Linie 05B: Hauptbahnhof – Stadthalle – Neue Fellach – Goritschach – St.Georgen – Pogöriach – Fellach – VEZ
- Linie 06: Hauptbahnhof – Landeskrankenhaus – Zentralfriedhof (KELAG-Siedlung) – Maria-Gailer-Straße – Infineon – KTS/SKA
- Linie 07: Vassach – Hauptbahnhof – Infineon
- Linie 08: Technologiepark – BHF Seebach – Hauptbahnhof – Infineon – Tschinowitsch
- Linie 09: Hauptbahnhof – Judendorf – Möltschach
- Linie 18: Hauptbahnhof – Federaun – Unterschütt – Oberschütt
- Linie 50: 10. Oktober Straße – Hauptbahnhof – Annenheim – Sattendorf am Ossiachersee

Zusätzlich fahren auch mikro-BUS:SI und Regionalbusse.

### Fahrradverkehr
In Villach ist das Radfahren in der ganzen Stadt, auch in den Fußgängerzonen der Altstadt, möglich. Das Radwegenetz der Stadt umfasst bereits über 120 km und schließt mehrere überregionale Radwege mit ein. So führt zum Beispiel der Drauradweg R1 mit einer Länge von rund zwölf Kilometern durch das Stadtgebiet, der Radweg R2 von Seebach bis Heiligengestade mit rund acht Kilometern sowie der Karnische Radweg R3 beginnend beim R1 an der Seebachmündung bis nach Unterschütt. Im Jahr 2016 wurde am Kumitzberg das Mountainbike-Übungsgelände „areaone“ eröffnet. Dort stehen Mountain-Bikern sechs verschiedene Mountainbike-Übungstrails und eine Übungsfläche für Fahrtechnikkurse mit unterschiedlichen Hindernissen und mit unterschiedlichen Schwierigkeitsgraden zur Auswahl.
Die Stadt unterhält seit 2017 einen Fahrradkoordinator, zu dessen Aufgaben das Finden von Lösungen für größere Radlerfreundlichkeit und das Optimieren des Radwegenetzes gehören. Bis zum April 2018 wurden bereits 800 Abstellplätze mit Anlehnbügel für Fahrräder geschaffen.

### Fußverkehr
Villach erhielt vor vielen Jahren im Stadtkern eine Fußgängerzone. Im Sommer 2016 wurde in einem Pilotversuch auf Betreiben der Radlobby Kärnten in ausgewählten Bereichen Radfahren erlaubt.

### E-Mobilität
Ergänzend zu der bereits bestehenden Förderung von Elektromobilität wie zum Beispiel dem Gratisparken, unterstützt die Stadt seit dem September 2016 auch die Anschaffung von Elektrofahrzeugen, Elektrorollern und E-Bikes. In der Maria-Gailer-Straße wurde 2015 von der Tesla Motors Austria GmbH und der Kelag die größte E-Tankstelle Österreichs eröffnet.
Es gibt in Villach derzeit zwei Carsharing-Angebote. Zum einen im Rahmen des Rail&Drive-Programmes der ÖBB direkt am Hauptbahnhof. Zum anderen von Motor Mayerhofer an den Standorten Hans-Gasser-Platz, Westbahnhof und Hauptbahnhof.
Villach ist durch die E-Scooter-Verleihsysteme der Anbieter TIER und MAX Motion mit 160 E-Scootern erschlossen, welche an 44 definierten Plätzen zur Verfügung gestellt werden. Im Laufe des Tages verteilen sich die Scooter aufgrund der einzelnen Fahrten über das gesamte Stadtgebiet, wobei die aktuellen Standorte via App ermittelt werden können. In den Nachtstunden erfolgt das Einsammeln der E-Scooter mittels GPS-Ortung, das Aufladen und die Wiederaufstellung an den ursprünglichen Entnahmestandorten.

### Brückenbauwerke

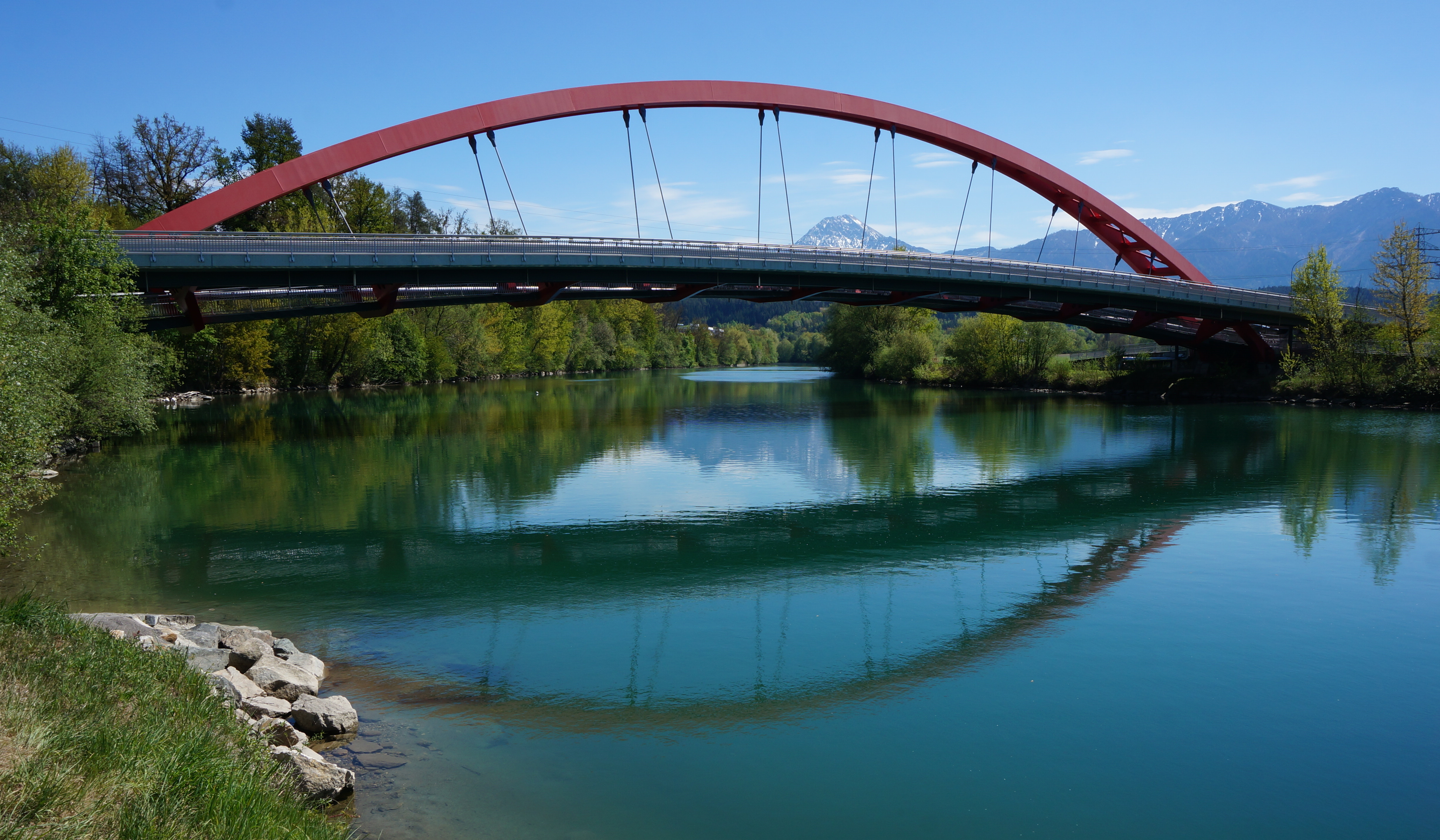
Friedensbrücke

Als wichtiger Verkehrsknotenpunkt hatte Villach bereits während der Römerzeit eine steinerne Brücke über die Drau und wurde im Jahr 878 erstmals urkundlich als Brückenort ausgewiesen. Während des Hochmittelalters führte der sogenannte „schräge Durchgang“ von Wien nach Venedig, als einer der wichtigsten Transitwege in Mitteleuropa, durch Villach. Die Villacher Draubrücke wurde auch im Jahr 1649 in der Topographia Germaniae von Matthäus Merian topografiert.
Im Verantwortungsbereich der Stadt Villach befinden sich 127 Brückenbauwerke mit einer Gesamtfläche von 26 km², die zusammen etwa 3,3 km überspannen.
Die Brückenmeisterei Villach (BMV) betreut das einzige Lager an Behelfsbrückengeräten für den Katastrophenschutz in Kärnten. Sämtliches Behelfsbrückenmaterial befindet sich im Eigentum des Landes Kärnten und wird gegebenenfalls durch das Bundesheer, oder das Personal der Brückenmeisterei Villach an den Einsatzorten montiert.
Die rote Friedensbrücke gilt als eines der Wahrzeichen Villachs und wurde 2004 im Zuge der Gewerbegebiets- und Industrieaufschließung Villach (GAV) errichtet. Sie verbindet den Stadtteil St. Magdalen mit der Süd Autobahn und wurde im Jahr 2005 mit dem Landesbaupreis ausgezeichnet.

### Wasserversorgung
Das Wasserwerk Villach ist ein städtisches Unternehmen und gewinnt das Trinkwasser zu etwa 80 % aus dem Karststock des Dobratsch, bei dem das Wasser mit mehr als 400 Liter pro Sekunde über die Union- und Thomasquelle an die Oberfläche tritt. Die restlichen rund 20 % stammen aus dem Grundwasserfeld Urlaken, dem schottrigen Grundwasserleiter des Gegendtales. Mit dem Grundwasserbrunnen im Stadtteil St. Magdalen stehen zudem ausreichend Reserven für die Notwasserversorgung zur Verfügung. Darüber hinaus werden zur Badewasser-Qualitätserhaltung im Vassacher See und im St. Leonharder See jährlich rund 450.000 m³ Trinkwasser eingespeist.
Das städtische Leitungsnetz besteht aus rund 315 km Rohrleitungen und zusätzlich etwa 177 km Anschlussleitungen. Für den Ausgleich zwischen dem sogenannten Wasserdargebot und dem Wasserbedarf sorgen 14 Hochbehälter mit gesamt rund 24.000 m³ Inhalt. Zudem stehen über 800 Hydranten für Löschwasserzwecke zur Verfügung. Der Pro-Kopf-Verbrauch in Villach beträgt rund 130 Liter Wasser (Haushalt und Gewerbe). Zur Erfassung des Wasserverbrauchs in den Haushalten sind rund 10.000 Wasserzähler eingebaut. Alle Trinkwasserversorgungsanlagen werden zentral von der Leitwarte im Betriebsgebäude des Wasserwerkes automatisch überwacht.
Eine Nachbehandlung des Trinkwassers der Stadt ist aufgrund dessen hoher Qualität nicht notwendig. Grundsätzlich könnte es ohne chemische Behandlung an seine Abnehmer abgegeben werden. Jedoch erfolgt aus Gründen der Prävention seit dem Jahr 1992 eine Desinfektion durch eine UV-Anlage im Quellgebiet „Obere Fellach“. Durch dieses seit dem 1989 behördlich anerkannte physikalische Desinfektionsverfahren für Trinkwasser wurde seinerzeit die Stadt Villach Vorreiter in Österreich hinsichtlich dieser umweltschonenden Methode zur Aufbereitung von Trinkwasser.
Außerdem wurden im Rahmen der Umsetzung des Trinkwassernotversorgungskonzeptes für die Stadt Villach eine mobile Trinkwasser-Paketieranlage, zwei mobile Trinkwasserbehälter mit je 400 Liter Fassungsvermögen, zwei Gruppenzapfstellen und zwei Stromerzeugungsaggregate angekauft. Angesichts der Tatsache, dass es österreichweit nur vier gleichgeartete Trinkwasser-Paketiermaschinen gibt, hat diese neben der sogenannten Bevorratungsunterstützung für die Villacher Bevölkerung auch überregionale Bedeutung im Sinne des Katastrophenschutzes.
Die historische Wasserversorgung Villachs beruhte durch viele Jahrhunderte auf der Nutzung des Grundwassers der Stadt. Neben zahlreichen öffentlichen Brunnen und Hausbrunnen existierte ein erstmals 1452 bezeugtes Leitungsnetz aus unterirdischen Holzröhren, die Wasser von einer Quelle in die Stadt führten. Diese Anlage bestand bis ins 19. Jahrhundert, bis das Leitungsnetz durch Rohre aus Blei und später aus Gusseisen ersetzt wurde. Im Jahr 1874 wurden eine Druckleitung mit einem Rohrnetz in den Gassen der Stadt und vermehrte Ausläufe mit Hydranten geschaffen.
Durch den stark steigenden Wasserverbrauch wurden ab dem Jahr 1909 die Quellen des Fellacher Baches zur Wasserversorgung erschlossen. Die älteren Versorgungsstränge und Quellen im Stadtteil St. Martin wurden jedoch noch bis ins Jahr 1990 genutzt. Wegen des gestiegenen Wasserbedarfs im Stadtteil St. Leonhard wurden Tiefbrunnen gebaut, die im Jahr 1942 an das Versorgungsnetz angeschlossen wurden.
Seit dem Jahr 1964 besteht die wasserrechtliche Bewilligung zur Nutzung der gesamten Quellspende der Union- und Thomasquelle in Villach. Es wurden jedoch in einem Gebiet um die Quellen herum Schutzgebiete festgelegt. Die Thomasquelle wurde mit mehreren Bohrbrunnen gefasst und in die Quellstube der Unionquelle eingeleitet. Ab dem Dezember 1966 wurde das Wasser der Unionquelle in das Versorgungsnetz eingespeist. Die Versorgung der Stadtteile Landskron und Fellach mit Wasser wurde im Zuge der Zusammenlegung der Gemeinden in Kärnten ab 1973 von der Stadt Villach übernommen. Im Zeitraum von 1989 bis 1992 wurde im Stadtteil Urlaken ein neuer Brunnen errichtet und 1993 die Kern-, Esel- und Schlossbrunnenquellen aufgelassen.
Im Jahr 1997 wurde die Reßmannquelle und die Oswaldibergquellen aus dem Netz der Trinkwasserversorgung der Stadt genommen. Die Wasserversorgung des Stadtteils Wollanig wurde vom Wasserwerk der Stadt im Jahr 1997 übernommen. In den darauffolgenden Jahren wurde der Ortsteil Wollanig in den Versorgungsbereich der Union- und Thomasquelle eingebunden. Seit diesem Zeitpunkt werden die sogenannten Wasserdargebote der ehemaligen Wassergenossenschaft Ober- und Unterwollanig (Maduschen-, Dorf-, Anger-, Zertitz-, Kapritzl- und Holzwandlquelle) nicht mehr für die ständige Trinkwasserversorgung herangezogen. Auch die Wasserversorgung der Ortschaft Mittewald, mit der Quellstube der Barbaraquelle, ging 1998 an das Wasserwerk.

### Fernwärmeversorgung
Nach Bauzeit von 15 Monaten wurde im September 2018 die 16 km lange Fernwärmetransportleitung von der Müllverbrennungsanlage in Arnoldstein nach Villach in Betrieb genommen. Diese Leitung transportiert pro Jahr rund 100 GWh an Wärme nach Villach, das entspricht etwa der Hälfte des Fernwärmebedarfes der Stadt. Damit können inzwischen rund 90 % des Wärmebedarfes in Villach aus regenerativen Energiequellen gedeckt werden. Konventionelle Energieträger wie zum Beispiel Erdgas werden nur noch zur sogenannten Spitzenabdeckung sowie als Ausfallsreserve eingesetzt. Der Betreiber Kelag hat rund 16 Millionen Euro in die Fernwärmetransportleitung, in die Wärmeübergabestation im Stadtteil Warmbad und in Netzanpassungen investiert. Weitere Primärenergiequellen für die Fernwärme in Villach sind das Biomasseheizwerk der Kelag im Stadtteil St. Agathen, die Abwärme von der Fa. Omya in Weißenstein, die Abwärme aus einem privaten Biomassekraftwerk im Stadtteil Untere Fellach und in einem geringeren Ausmaß Deponiegas aus Finkenstein sowie Solarenergie.
Am 1. August 2024 wurde ein 3. Heizkessel (75 t leer, für 50 GWh/a konzipiert) ins Biomasseheizwerk St. Agathen in Villach eingehoben. Bis Ende 2025 soll das Fernwärmenetz um 20 km Leitungslänge erweitert und die Wärmelieferung von 250 auf 300 GWh/a gesteigert werden. „Mehr als 80 % der erzeugten Energie stammen aus Abwärme von Industriebetrieben, sowie aus Biomasse.“

### Kanalisation und Abwasser
Mehr als 99 % der Bauobjekte Villachs sind an das rund 400 km lange Abwasserkanalnetz der Stadt angeschlossen, das die Abwässer in die Bio-Kläranlage im Stadtteil St. Agathen transportiert. Der Kanalisationsbereich wird von der Stadt Villach (Innere Stadt, Fellach), sowie den Wasserverbänden Faaker See (Maria Gail) und Ossiacher See (Landskron) betrieben.
Für die Erweiterung, Generalsanierung und Instandhaltung der Kanalisation ist die Abteilung Tiefbau des Magistrats Villach verantwortlich. 2018/19 erfolgte die Erstellung eines flächendeckenden Zustandsberichts des Kanals und tausender Schächte. Dies erfolgte zuletzt 1996/97. Von 1998 bis 2018 wurden rund 15 Millionen Euro in Sanierungen des Kanalnetzes investiert.
In der seit 1997 in Betrieb befindlichen vollbiologischen Kläranlage im Stadtteil St. Agathen, die über einen Reinigungsgrad von mehr als 95 Prozent verfügt, werden neben den Abwässern aus der Stadt Villach auch die Abwässer aus dem Gebiet des Abwasserverbandes Faaker See sowie zum Teil jene des Abwasserverbandes Ossiacher See sowie jeweils jene der Gemeinden Hohenthurn, Afritz, Arnoldstein, Bleiberg und Arriach gereinigt. Mit dem durch die Reinigung erzielten Reinigungsgrad kann das gereinigte Abwasser bedenkenlos in die Drau eingeleitet werden. Mit einer Ausbaugröße von 200.000 EW bzw. einer durchschnittlichen jährlichen Reinigungsleistung von ca. 13 Millionen Kubikmeter Abwasser, zählt die Kläranlage Villach zu den zehn größten kommunalen Abwasserreinigungsanlagen Österreichs.

## Sicherheit und medizinische Versorgung

### Polizei

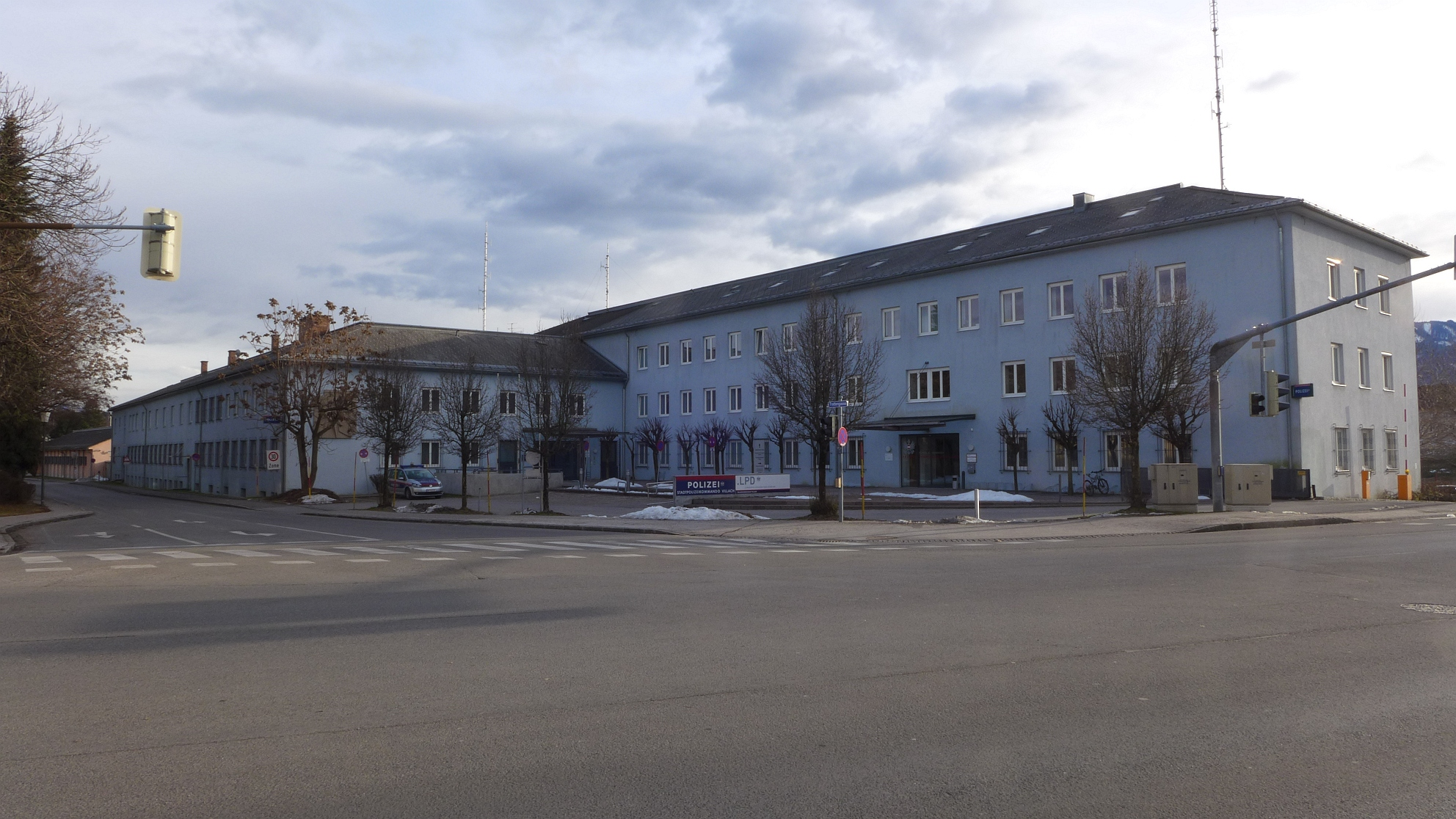
Polizeikommissariat Villach in der Trattengasse

In der Trattengasse in Villach befindet sich das Polizeikommissariat Villach als Außenstelle der Landespolizeidirektion Kärnten. Diese fungiert in der Stadt Villach als Sicherheitsbehörde. Neben einer Polizeiinspektion, einem Polizeianhaltezentrum, dem Stadtpolizeikommando und der Verkehrsinspektion ist dort auch ein operativer Kriminaldienst untergebracht. Darüber hinaus gibt es im Stadtgebiet fünf weitere Polizeiinspektionen am Hauptplatz, im Hauptbahnhof (Grenz- und Fremdenpolizei) und im Einkaufszentrum Atrio, sowie in den Stadtteilen Landskron und Neufellach. In Landskron befindet sich zudem eine Autobahnpolizeiinspektion. Als Sondereinheit fungiert im Stadtgebiet die VIPER (Villacher Polizei Einsatz Reserve). Stadtpolizeikommandant ist seit dem Jahr 2005 Oberst Erich Londer.
Die Stadt Villach setzt zur Erhaltung der Sicherheit auf kürzere Intervalle der Polizeistreifen und örtlich begrenzte Videoüberwachung in Verbindung mit der Bereitstellung von Notrufsäulen. Um die zunehmende Verbreitung von Graffiti zu bekämpfen, werden von der Stadt Flächen zum legalen Sprayen sowie dafür auch finanzielle Mittel aus dem Etat zur Förderung von Kunst in der Stadt zur Verfügung gestellt.

### Bundesheer

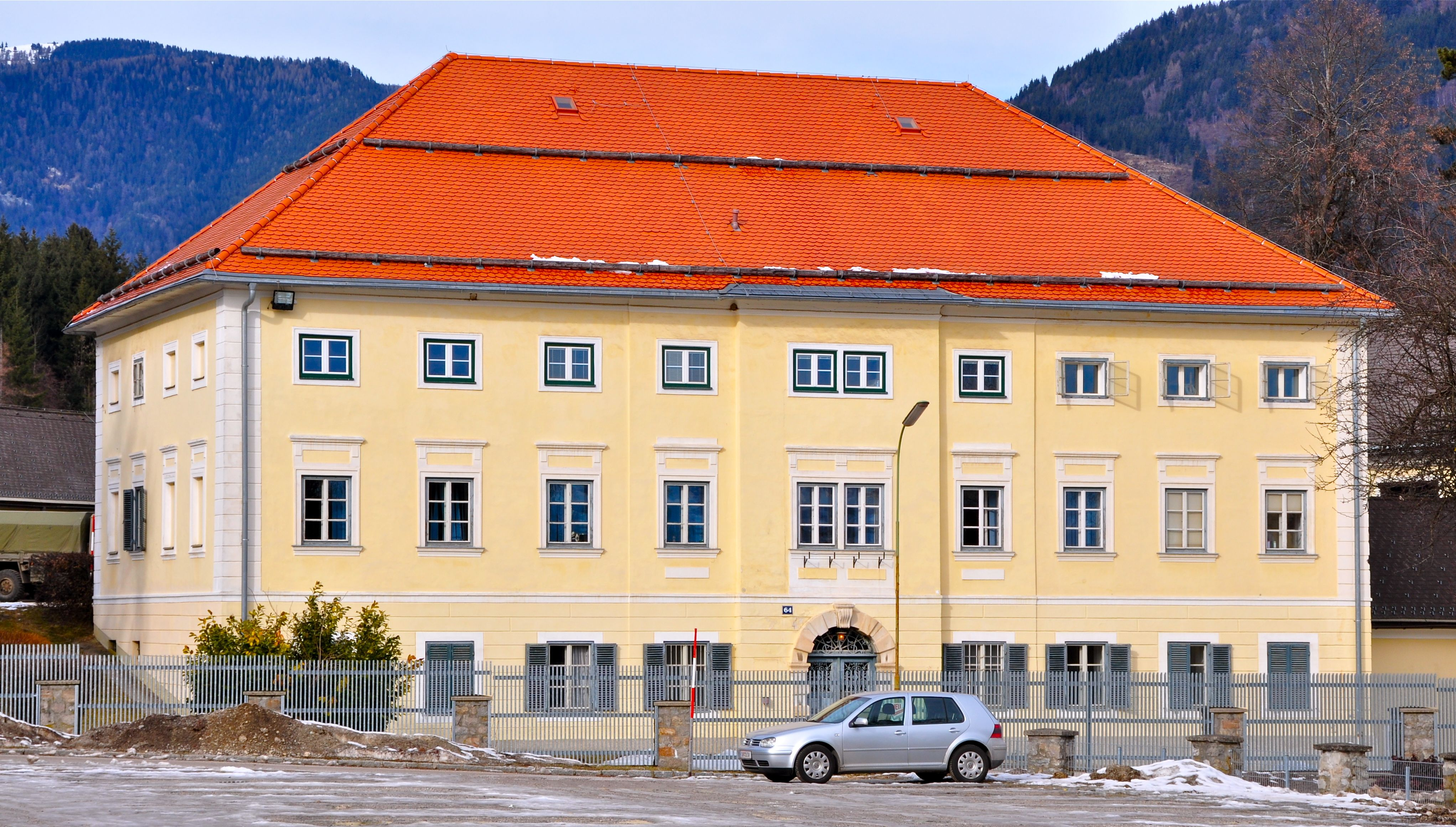
Denkmalgeschütztes Gebäude der Hensel-Kaserne

In Villach gibt es drei Kasernen des Österreichischen Bundesheeres, in denen derzeit zwei vollständige Bataillone stationiert sind. In der Rohr-Kaserne im Stadtteil Villach-Seebach und in der Hensel-Kaserne im Stadtteil Villach-Obere Fellach befindet sich das Pionierbataillon 1, dessen Angehörige als „Villacher Pioniere“ bezeichnet werden. Sie können bereits auf eine lange, traditionsreiche Geschichte zurückblicken. Die „Villacher Pioniere“ werden oft zur Unterstützung bei Katastropheneinsätzen im Bundesland Kärnten, im Fall von größeren Katastrophen sogar im gesamten Bundesgebiet Österreichs eingesetzt. Außerdem verfügt das Bataillon über sogenannte Kaderpräsenzkräfte für Auslandseinsätze.
In der Lutschounig-Kaserne in der Italienerstraße befindet sich das Führungsunterstützungsbataillon 1 (Fernmeldeeinheit), das direkt dem Streitkräfteführungskommando unterstellt ist. Der Verband kann „geschlossen“ oder auch in Form von „Modulen“ eingesetzt werden. Je nach den Erfordernissen des jeweiligen Einsatzes kann der Verband auch im Bereich der Informations- und Kommunikationstechnologie durch eine eigene Truppe von Soldaten unterstützt werden.

### Kriminalität
Laut der Kriminalstatistik 2017 lag die Aufklärungsquote aller Delikte in Villach bei 52 Prozent (2016: 46 Prozent). Zudem gab es keinen einzigen Drogen- oder Verkehrstoten zu beklagen. Zu jenen Delikten, die am stärksten zunahmen, zählten Kellereinbrüche, Suchtgiftdelikte mit sogenannten leichten Drogen und die sogenannte Internetkriminalität.

### Feuerwehr und Rettungsdienste

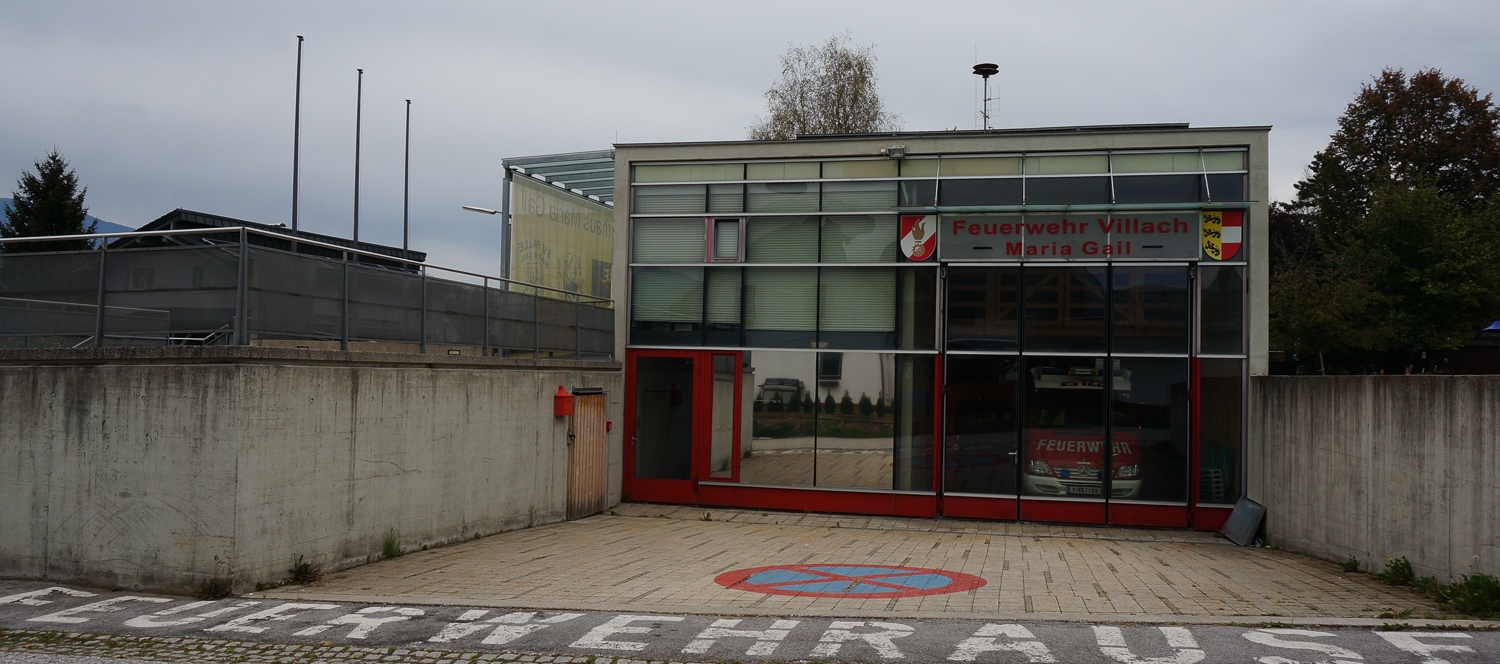
FF Maria Gail

In der Kasernengasse in Villach befindet sich das Bezirksfeuerwehrkommando Villach-Stadt, in dem auch die Freiwillige Hauptfeuerwache Villach sowie eine Ortsstelle des Bergrettungsdienstes und der Wasserrettung untergebracht ist. Ebenso befindet sich in Villach eine Einsatzstelle der Kärntner Höhlenrettung.
Insgesamt gibt es in Villach 21 Freiwillige Feuerwehren sowie die Betriebsfeuerwehr der Infineon. Im Jahr 2013 hatten die Wehren eine Stärke von 874 aktiven Mitgliedern mit 48 Fahrzeugen, die zu 719 Einsätzen ausrückten, darunter 96 Brände. 322 weitere Personen waren nichtaktive Mitglieder, Reservisten und Angehörige der Feuerwehrjugend.
In der Dreschnigstraße befindet sich die Bezirksstelle des Österreichischen Roten Kreuzes und in der Seebacher Allee die Rettungszentrale des Arbeiter-Samariter-Bundes.

### Krankenhäuser

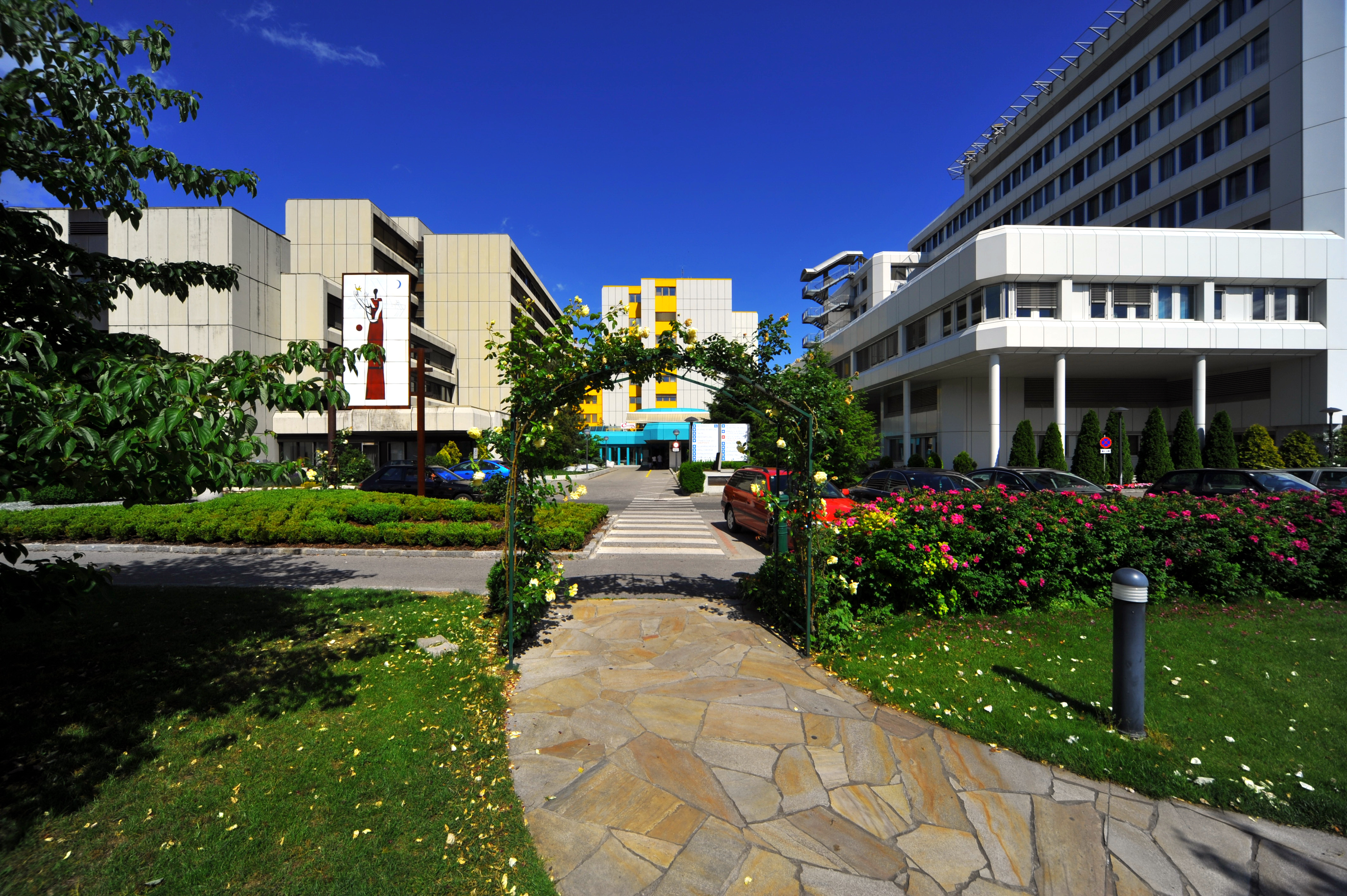
Landeskrankenhaus in der Nikolaigasse

Das am 4. Oktober 1891 eröffnete Landeskrankenhaus Villach verfügt über elf Abteilungen und vier Institute, mit mehr als 1700 Mitarbeitern. Im Dezember 2003 wurde das LKH Villach als erstes allgemeines Akutkrankenhaus in Österreich von der Joint Commission International akkreditiert und entspricht somit höchsten internationalen Ansprüchen der Qualitätssicherung und Patientenorientierung. Seit 2017 wird das LKH umfassend renoviert und umgebaut. Bis 2021 werden dabei rund 80 Millionen Euro in das Projekt „Neustrukturierung Baustufe 1“ investiert. Mit jährlich über 32.000 Patienten, davon über 5300 stationär behandelten, ist die Unfallchirurgie Villach die größte Versorgungseinheit in Kärnten. Außerdem verfügt das LKH, mit der seit 1992 angegliederten Sonderkrankenanstalt im Stadtteil Villach-Warmbad, über die größte Orthopädie-Abteilung Kärntens.
Darüber hinaus gibt es noch eine Privatklinik im Stadtteil Villach-Warmbad.

## Bestattung und Friedhöfe

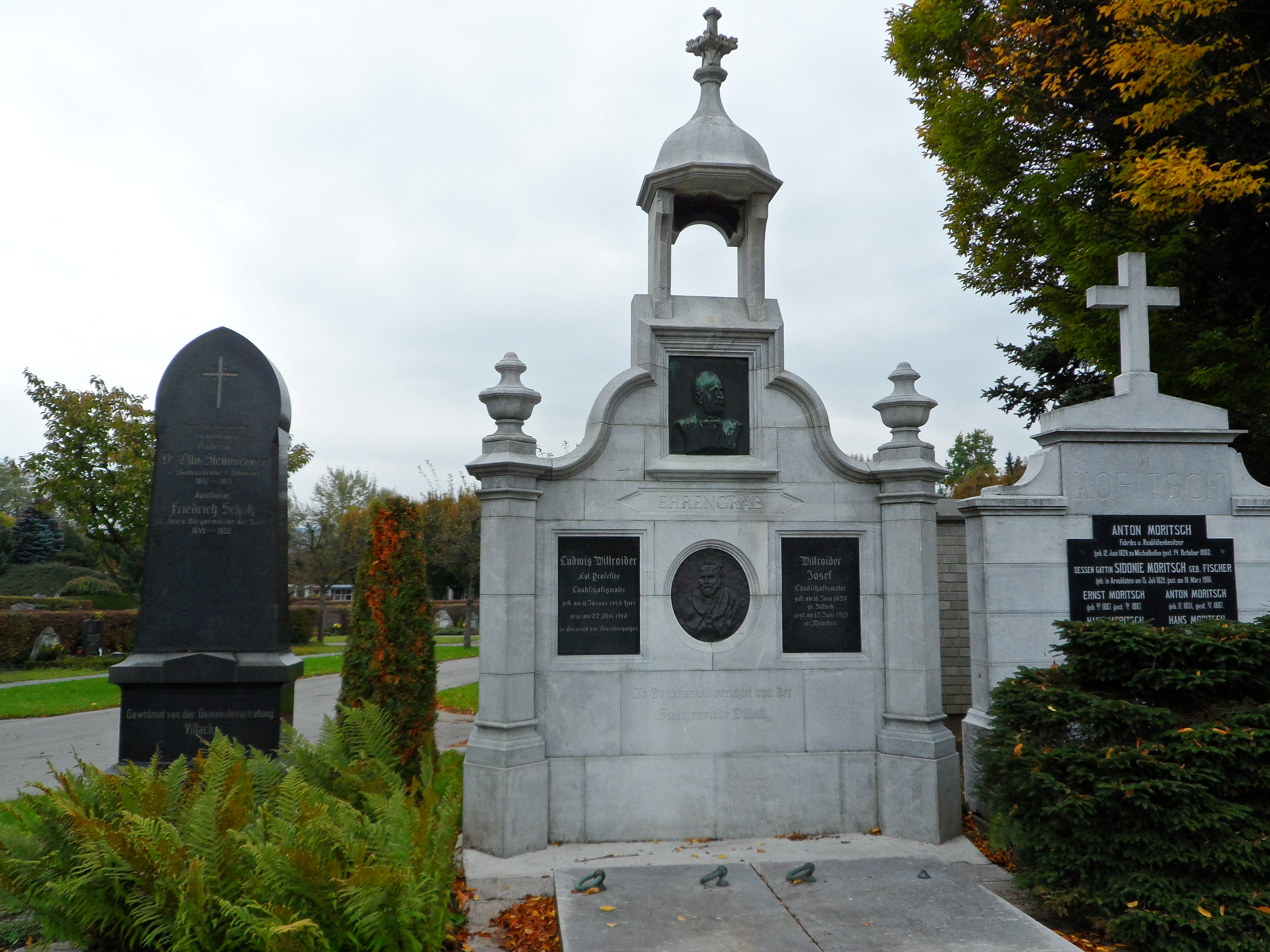
Ehrengrab für Josef und Ludwig Willroider am Zentralfriedhof

In Villach gibt es drei städtische Friedhöfe. Der Zentralfriedhof ist der größte unter ihnen und verfügt auch über zahlreiche Ehrengräber und über einen Soldatenfriedhof. Weitere Friedhöfe sind der Friedhof im Stadtteil St. Martin und der Waldfriedhof, der auch der Standort des einzigen Krematoriums im Bundesland Kärnten ist. Es wurde zwischen 1952 und 1953 nach Plänen des Architekten Erich Boltenstern errichtet. Es wird derzeit von der Bestattung Kärnten GmbH betrieben, die aus der Fusion von Bestattungsunternehmungen aus den Städten Villach und Klagenfurt entstand. Im Jänner 2016 fand die 50.000. Einäscherung statt.

## Bildung

### Allgemeinbildende Schulen
- 02 Gymnasien (BG/BRG Peraustraße und BG/BRG St. Martiner Straße)[98] BG/BRG St. Martiner Straße

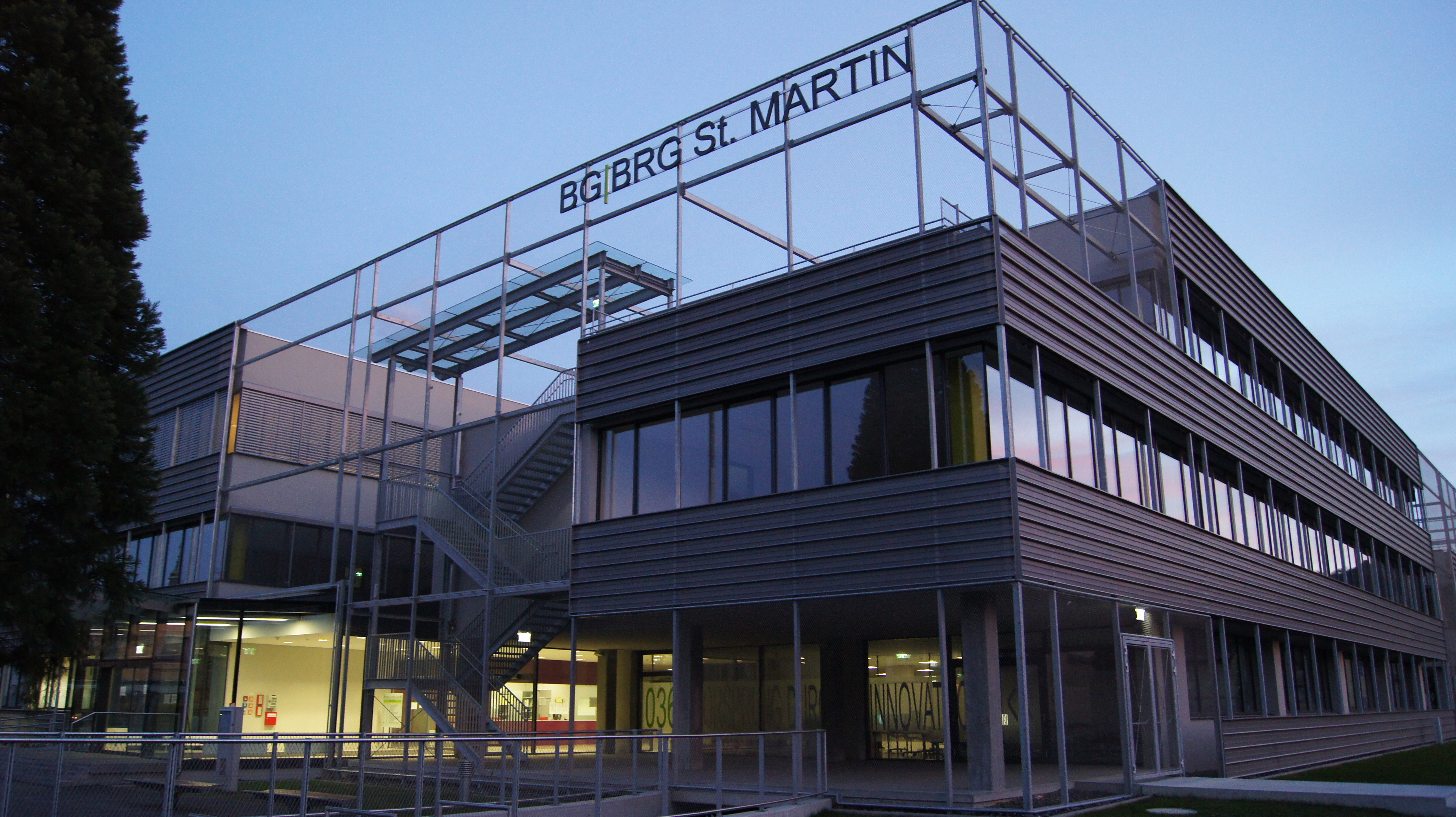
BG/BRG St. Martiner Straße

- 04 Mittelschulen (Auen, Lind, Völkendorf, Landskron)[98]
- 13 öffentliche Volksschulen[99]
- 02 private Volksschulen mit Öffentlichkeitsrecht (Waldorf und ABC Trinity)
- 12 Kindergärten[100]

### Berufsbildende Schulen

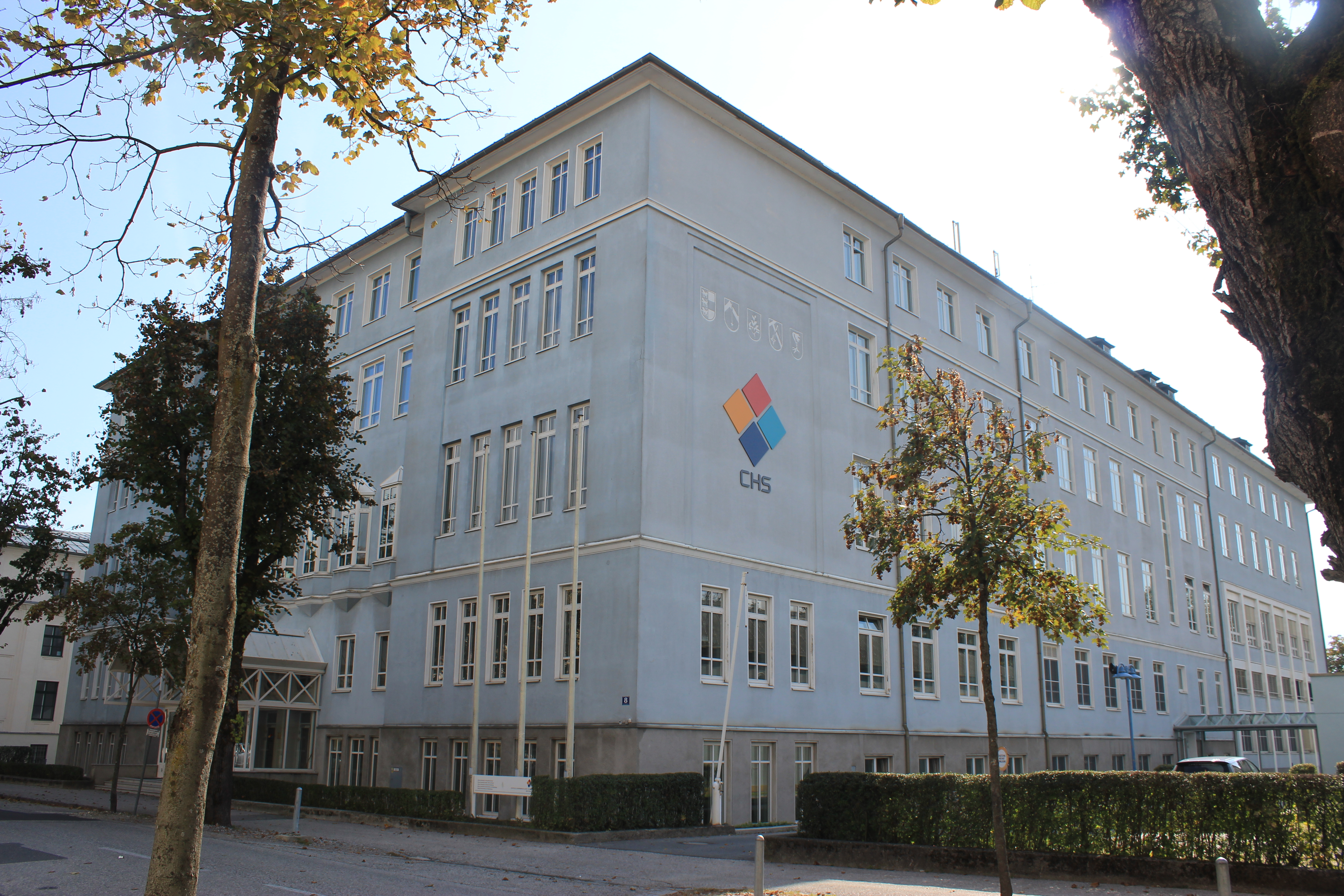
CHS Villach

- Centrum Humanberuflicher Schulen (HBLA für wirtschaftliche Berufe, künstlerische Gestaltung, Mode und Design, Kommunikation und Mediendesign)[101]
- HTL Villach, Höhere technische Bundeslehr- und Versuchsanstalt Villach für Hoch- und Tiefbau, Innenarchitektur, Informatik
- Kärntner Tourismusschule (KTS)
- Berufskolleg für Kommunikation und Mediendesign im CHS-Villach
- Bundeshandelsakademie und Bundeshandelsschule Villach
- 3 Berufsschulen
- Polytechnikum

### Hochschule

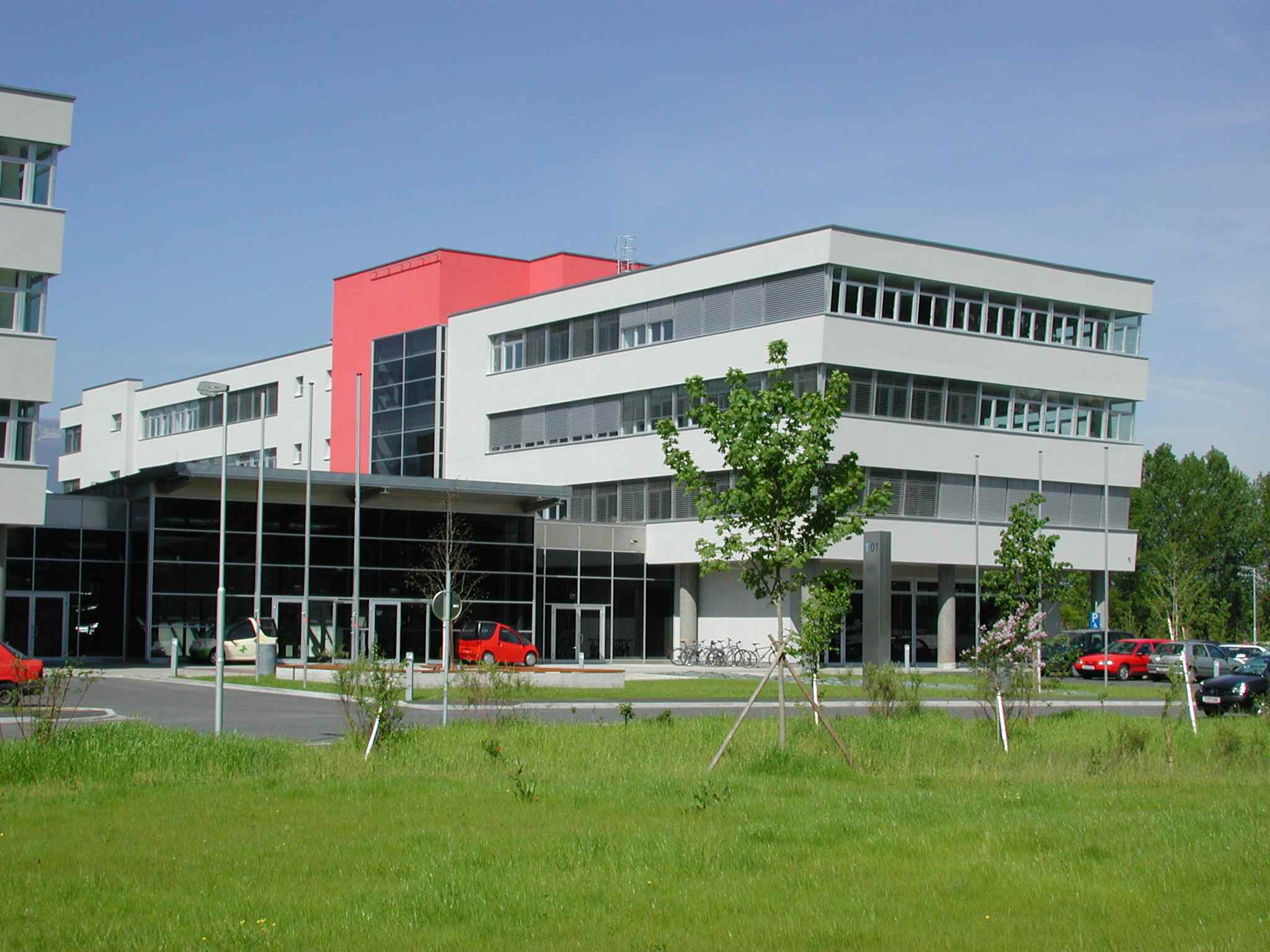
Fachhochschule Villach

- Fachhochschule Kärnten mit Studiengängen in den Bereichen Wirtschaft, Geoinformation, Maschinenbau und Systems Engineering

### Weitere Bildungseinrichtungen
- Sonderschule für Schwerstbehinderte
- Musikschule Villach
- Vitalakademie Villach
- Berufsförderungsinstitut bfi
- Wirtschaftsförderungsinstitut WIFI
- Paracelsusakademie Villach
- Schule für Gesundheits- und Krankenpflege

## Politik
- ERDE: 5
- SPÖ: 25
- GRÜNE: 2
- ÖVP: 6
- FPÖ: 7

### Bürgermeister
Die erste Villacher Bürgermeisterwahl fand im Jahr 1588 statt und wurde von Michael Grundtner gewonnen. Im Amt des Bürgermeisters wechselten sich häufig einzelne Ratsbürger ab, so dass öfters dieselbe Person mehrmals zum Bürgermeister gewählt wurde. Die Bürgermeister gehörten im Mittelalter dem Stadtpatriziat und im folgenden 16. und 17. Jahrhundert fast durchwegs dem Handels- und Gewerbestand an.
Der Bürgermeister bekleidet das höchste städtische Amt und wird alle sechs Jahre direkt von den wahlberechtigten Einwohnern gewählt. Seit dem Jahr 2015 ist Günther Albel der 91. Bürgermeister von Villach. Sein Vorgänger Helmut Manzenreiter war ab dem Jahr 1987 im Amt und ist damit der am längsten regierende Bürgermeister in der Geschichte der Stadt.
Bürgermeister seit dem Jahr 1945:
- 1945 bis 1951: Viktor Petschnik
- 1951 bis 1956: Jakob Sereinigg
- 1956 bis 1968: Gottfried Timmerer
- 1968 bis 1976: Josef Resch
- 1976 bis 1981: Jakob Mörtl
- 1981 bis 1987: Leopold Hrazdil
- 1987 bis 2015: Helmut Manzenreiter
- seit 2015: Günther Albel

### Gemeinderat
Oberstes Organ der Stadt ist der Gemeinderat von Villach, der alle sechs Jahre direkt von der Bevölkerung gewählt wird und aus 45 Mitgliedern besteht. Sofern das Stadtrecht nichts anderes bestimmt, ist er beschlussfähig, wenn der Bürgermeister und mindestens die Hälfte der Mitglieder (23 Mitglieder) des Gemeinderates anwesend sind. Für bestimmte Beschlüsse ist eine Zweidrittelmehrheit (30 Mitglieder) erforderlich.
Am 28. Februar 2021 fanden GR-Wahlen in Kärnten statt.
Der Gemeinderat setzt sich wie folgt zusammen:
- 25 SPÖ
- 7 FPÖ
- 6 ÖVP
- 5 Verantwortung Erde
- 2 GRÜNE

### Stadtsenat
Der Villacher Stadtsenat besteht aus dem Bürgermeister als Vorsitzendem sowie aus zwei Vizebürgermeisterinnen bzw. aus zwei Vizebürgermeistern und aus vier Stadträtinnen bzw. aus vier Stadträten, die vom Gemeinderat gewählt wurden. Der Stadtsenat berät grundsätzlich über alle Angelegenheiten, die dem Gemeinderat zur Beschlussfassung vorzulegen sind. Die Sitzungen finden im Beisein des Magistratsdirektors statt und sind nicht öffentlich. Die Anzahl der Mitglieder des Stadtsenates wurde im Jahr 1997 von 9 auf 5 gesenkt und im Jahr 2003 wieder auf 7 erhöht.
Am 9. April 2021 wurde der Stadtsenat der Stadt Villach auf Grundlage des Wahlergebnisses vom 28. Feber 2021 angelobt. Dieser setzt sich wie folgt zusammen:
- Bürgermeister Günther Albel (SPÖ)
- 1. Vizebürgermeisterin Sarah Katholnig (SPÖ) seit 11. März 2022, davor Irene Hochstetter-Lackner
- 2. Vizebürgermeisterin Gerda Sandriesser (SPÖ)
- Stadtrat Harald Sobe (SPÖ)
- Stadtrat Christian Pober (ÖVP)
- Stadtrat Gerald Dobernig (ERDE)
- Stadtrat Erwin Baumann (FPÖ)

### Wappen und Fahne
| Wappen der Stadt Villach | Blasonierung: „Das Stadtwappen zeigt im Dreiecksschild im gelben Feld einen nach unten gerichteten schwarzen Adlerfang; der oben abgerundete Schenkel ist heraldisch nach links gefiedert, und die kräftigen Krallen sitzen auf einem aus der Schildspitze aufragenden schwarzen Felsen auf.“ |
| Wappen der Stadt Villach | Wappenbegründung: Aus der Wappengeschichte: Die Führung eines Siegels in Villach kann bis ins Jahr 1240 nachgewiesen werden. Damit handelt es sich bei dem erhaltenen Fragment einer Urkunde 12. April 1240 um den ältesten Nachweis eines Stadtsiegels in Österreich und darüber hinaus auch das früheste Beispiel für die Führung eines kommunalen Wappenschildes. Aufgrund der Verwendung des Schildes wird vermutet, dass Villach hier das Wappen eines Stadtrichters oder einer anderen Person des Hochstifts verwendet hat; dafür spricht auch die Ähnlichkeit des Wappens mit dem der Herren von Finkenstein. Um 1270 wurde ein neues Typar (Siegelstempel) angefertigt, dessen Abdruck erstmals an einer Urkunde vom 5. März 1282 dokumentiert ist und das bis ins 18. Jahrhundert verwendet wurde. Der vierkrallige Adlerfang wurde hier nun auf einem Felsen sitzend dargestellt. Details am Motiv wurden immer wieder abgewandelt. Im Jahr 1926 wurde die Darstellung nach dem Vorbild des großen Typars im Stadtmuseum reformiert, der Felsen aber dabei weggelassen. Im Stadtrecht von 1965 kehrte man zur heraldisch strengen Form von 1270 mit dem Felsen im Schildfuß zurück. Die Tinkturen Gold (Heraldik) und Schwarz sind in der Bamberger Vasallentafel von 1603 und im Wappenbuch A (1747) des Kärntner Landesarchivs überliefert. |

Die Fahne ist Gelb-Schwarz mit eingearbeitetem Wappen.

### Städtepartnerschaften
Villach unterhält mit fünf europäischen Städten Partnerschaften sowie mit zweien eine Städtefreundschaft:
- Bamberg (Deutschland), seit 1973
- Udine (Italien), seit 1979
- Suresnes (Frankreich), seit 1992
- Kaposvár (Ungarn), seit 1994 (Städtefreundschaft)
- Bled (Slowenien), seit 2002 (Städtefreundschaft)
- Kranj (Slowenien), seit 2008
- Tolmin (Slowenien), seit 2014[110]